# Indische Kunst
Mit indischer Kunst bezeichnet man eine Vielfalt von Kunstformen (speziell Plastik und Malerei), die auf den indischen Subkontinent ihren Ursprung und Verbreitung haben. Die indische Kunst kann auf über 5000 Jahre Geschichte zurückverfolgt werden. Das Verbreitungsgebiet der indischen Kunst erstreckt sich auf die heutigen Länder Indien, Pakistan, Bangladesch und den Osten Afghanistans.

## Die Kunst der Frühzeit (bis ca. 300 v. Chr.)

### Prähistorisches Indien und Höhlenmalerei
Frühe Funde indischer Kunst reichen bis in die Steinzeit zurück. Bei Ausgrabungen im Bundesstaat Madhya Pradesh in Zentralindien nahe Bhopal wurden Gebrauchsgegenstände und Kunstobjekte gefunden, die ca. 20.000 Jahre alt sind. In den über 500 kleinen Höhlen und Felsüberhängen finden sich zahlreiche Felsmalereien von Tieren, menschlichen Figuren und Jagdszenen. Der archäologische Fundplatz Bhimbetka ist in seiner Bedeutung mit den Höhlenmalereien in Spanien und Frankreich vergleichbar und UNESCO-Weltkulturerbe.

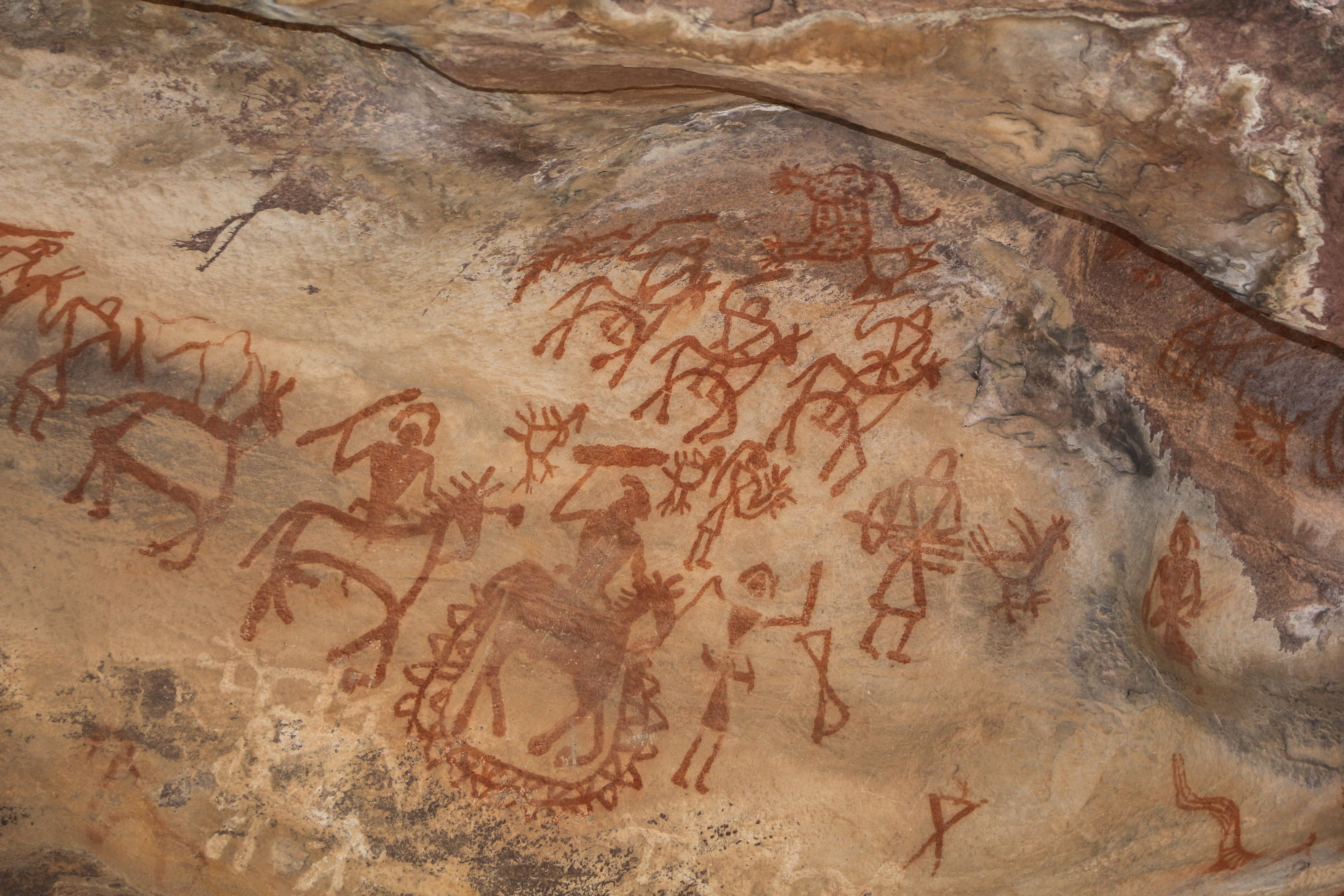
Malereien in Nischenhöhle 8, Bhembetika
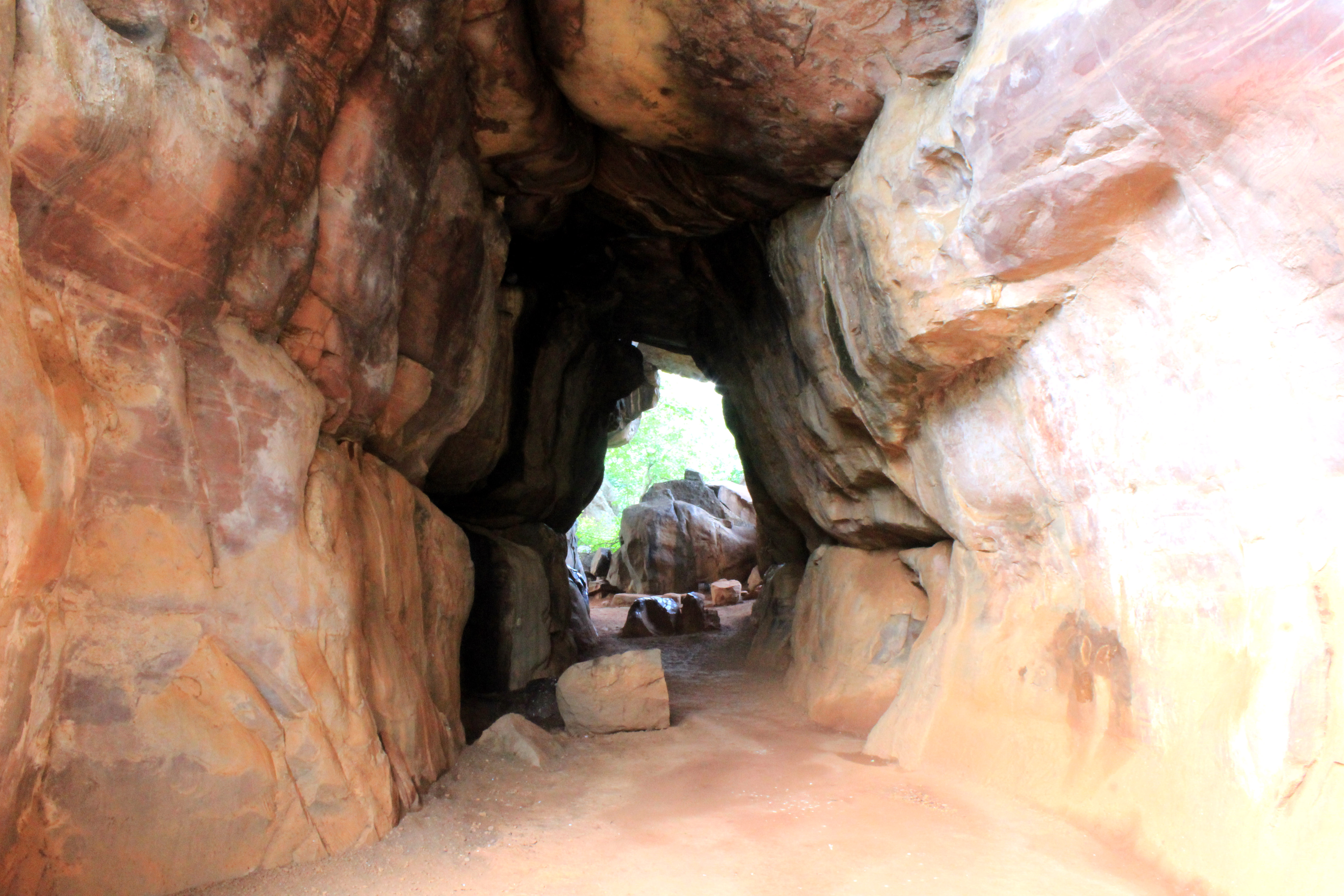
Nischenhöhle, Bhembetika
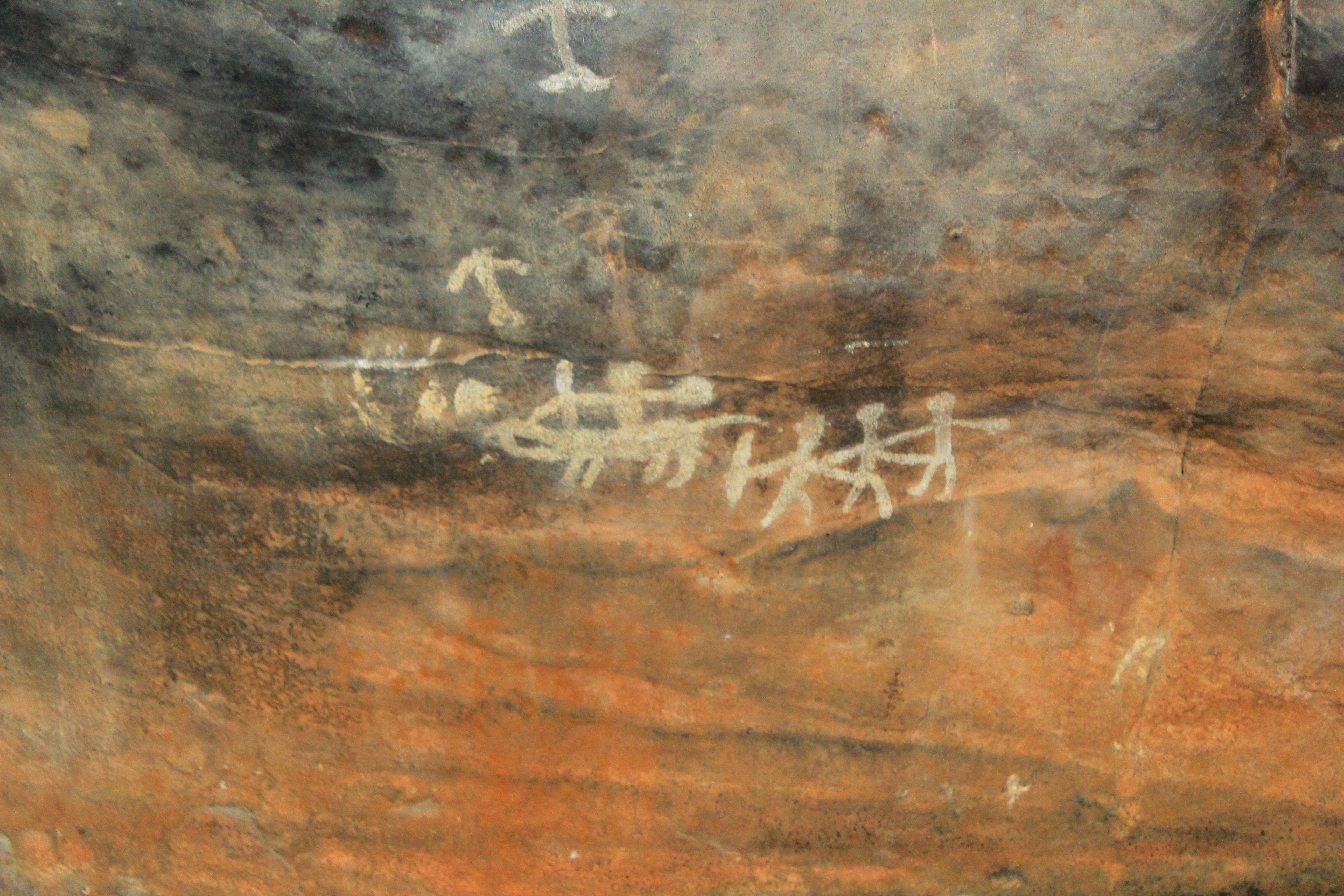
Höhlenmalereien in Bhembetika
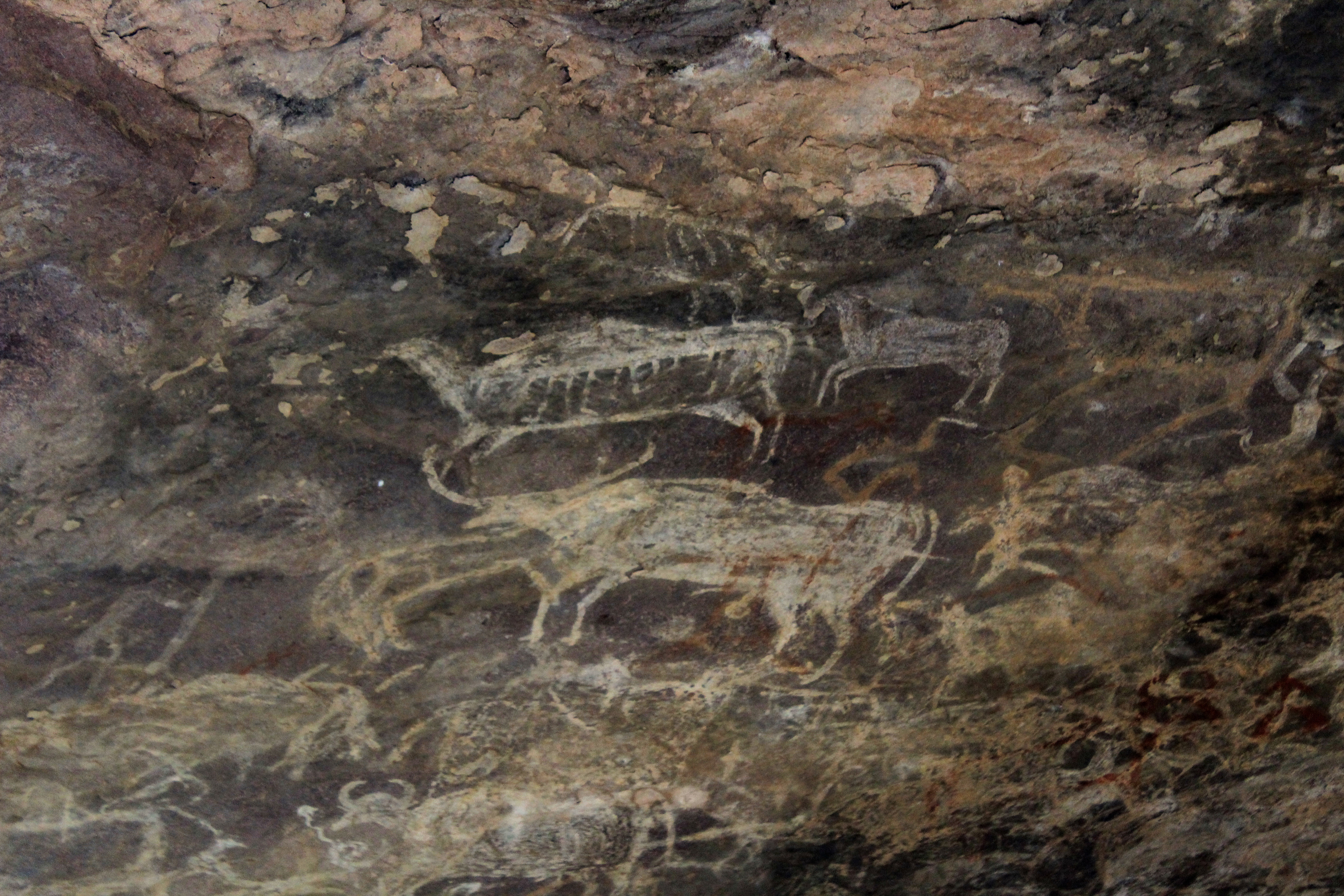
Höhlenmalereien in Bhembetika

### Indus-Kultur oder Harappa-Kultur
Im 3. Jahrtausend v. Chr. entwickelte sich im Indusgebiet (im heutigen Pakistan) eine städtische Zivilisation der Bronzezeit, die nach ihrem Verbreitungsgebiet als „Indus-Kultur“ bezeichnet wird. Die Indus-Kultur ist durch über 300 Ausgrabungen umfassend belegt. Die bedeutendsten Fundorte sind Harappa und Mohenjo-Daro. Die Indus-Kultur oder Harappa-Kultur zählt neben Ägypten und Mesopotamien zu den frühen Hochkulturen der Menschheit. Zu den Kunstgegenständen, die während der Ausgrabungen im Indusgebiet gefunden wurden, zählen Statuetten aus Terrakotta von menschlichen Figuren und Tieren, Steinskulpturen, Bronze-Statuen und Siegel. In der Schaffung von Steinskulpturen und Bronze-Statuen erreichten die Menschen der Indus-Kultur eine beachtliche Kunstfertigkeit.

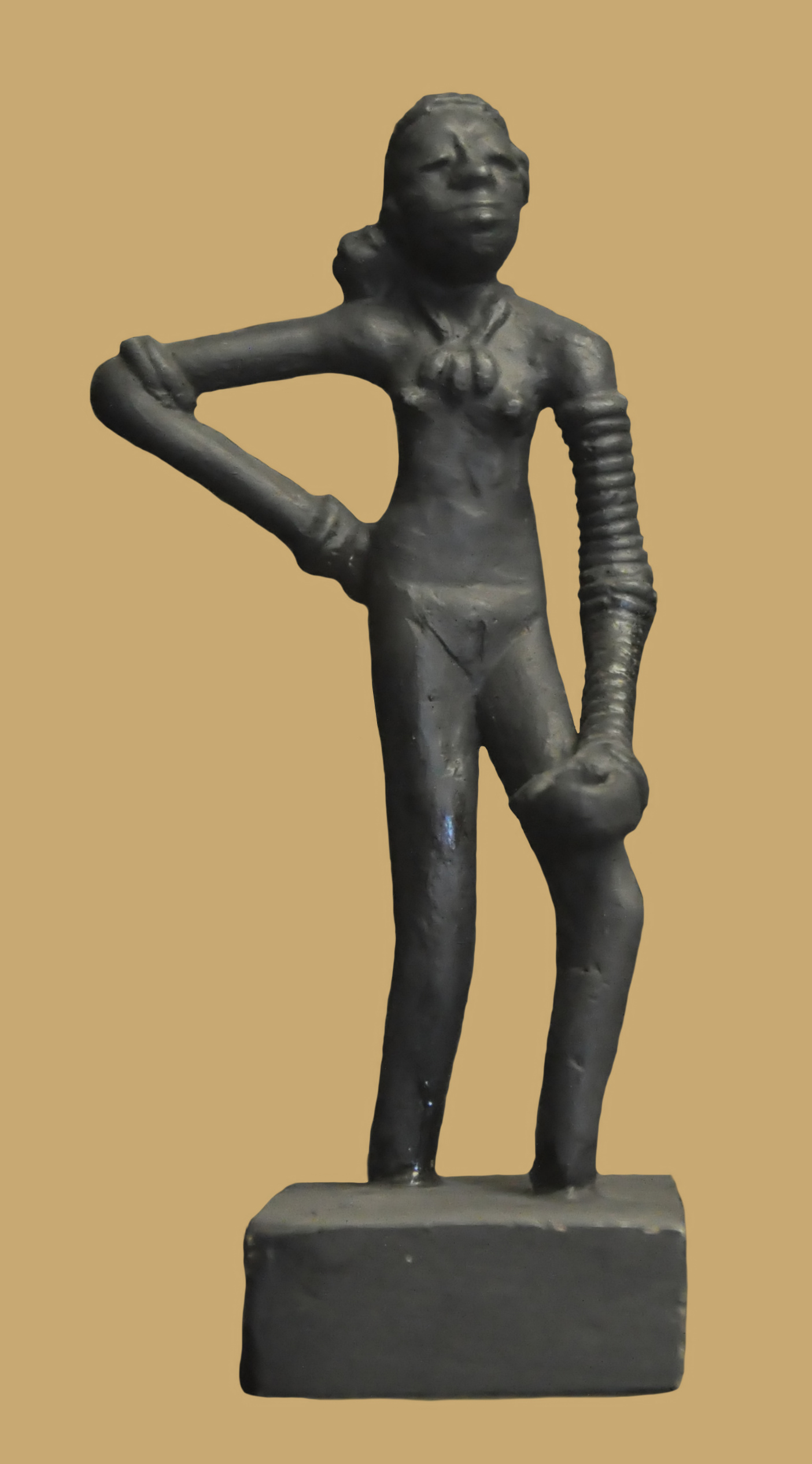
Tänzerin von Mohenjo-Daro, Bronze, Höhe: 11 cm, ca. 2000 v. u. Z., National Museum of Pakistan, Karachi
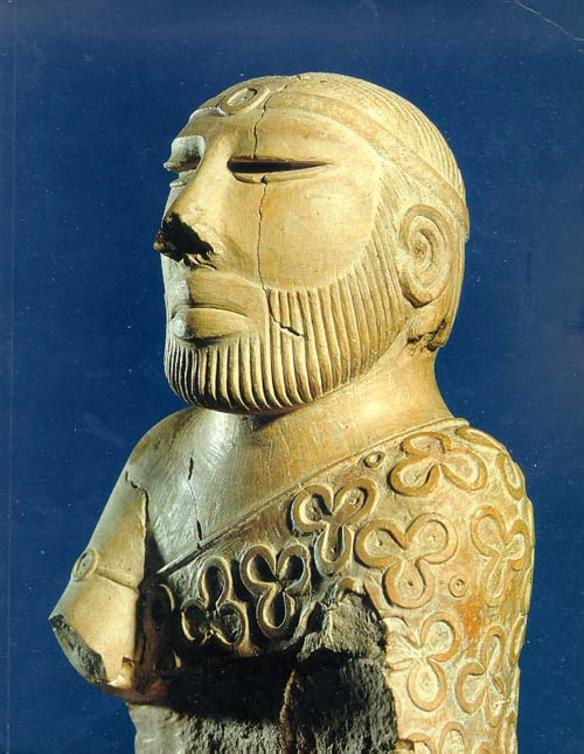
Priesterkönig, Mohenjo-Daro
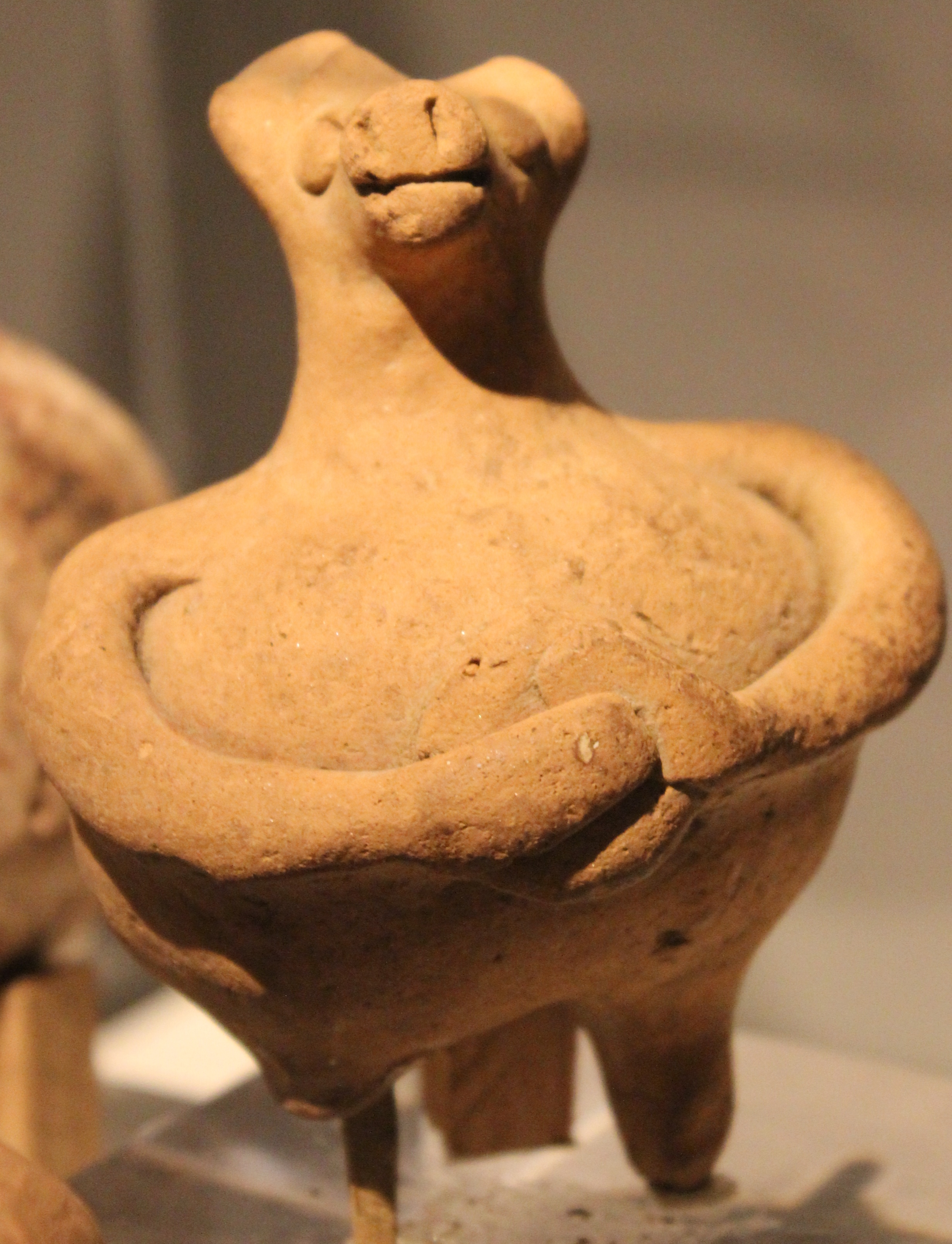
Muttergottheit, Harappa-Kultur, National Museum, New Delhi
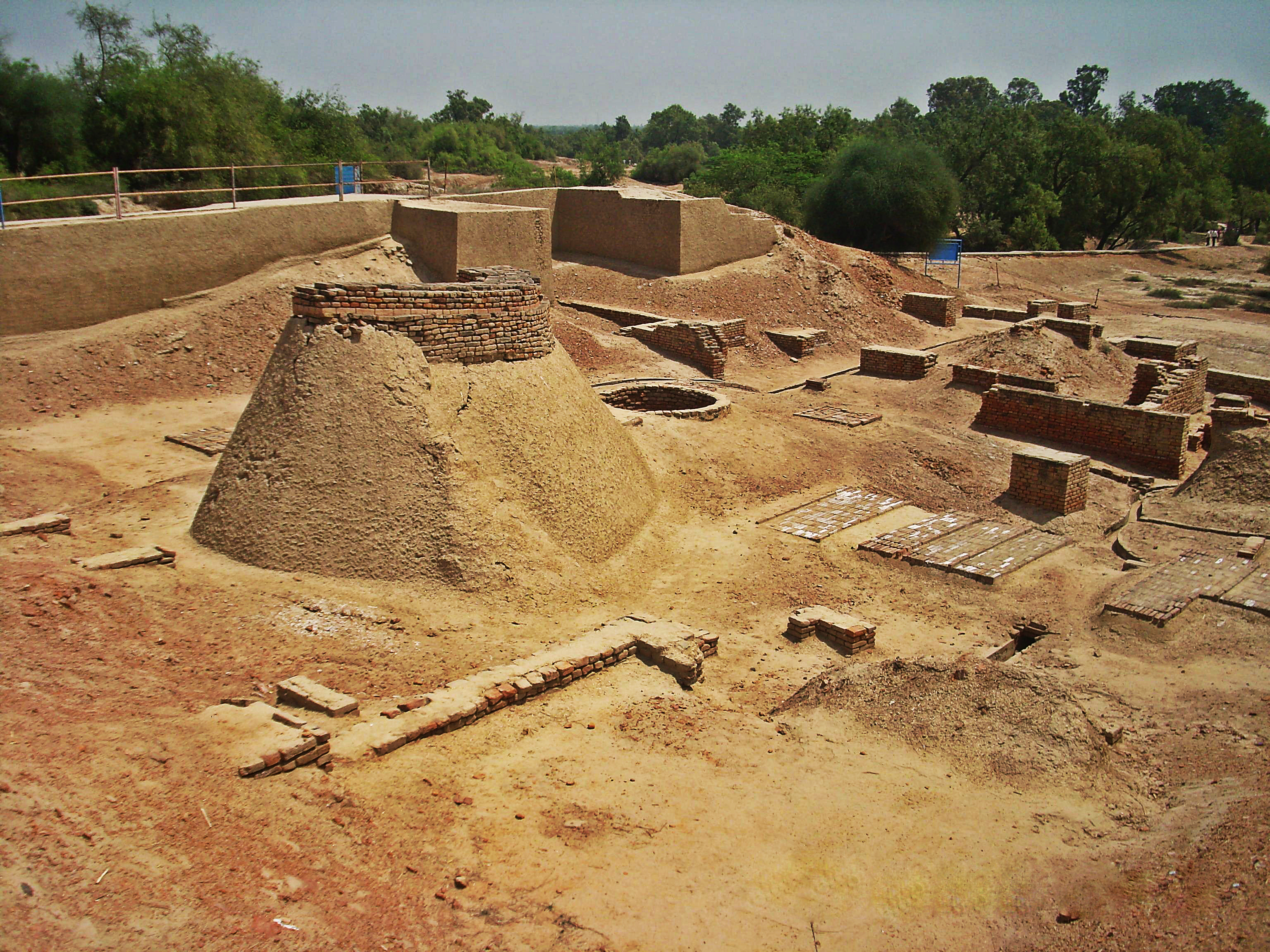
Ruinen in Harappa

### Vedische Zeit
Siehe auch: Veda
Im 2. Jahrtausend v. Chr. zogen verschiedene Wandervölker durch den indischen Raum, darunter die zu den indoeuropäischen Völkern zählenden Arier (Aryas). Die vermutlich vom Norden her einwandernden Arier brachten etwa ab 1500 v. Chr. die vedische Kultur, als sie sich mit den einheimischen Stämmen vermischten. Kunstgeschichtlich bedeutsame Funde liegen aus dieser Zeit bisher nicht vor.
Das Ende der vedischen Zeit (6. und 5. Jahrhundert v. Chr.) war politisch wie auch religiös eine Zeit des Umbruchs. In Magadha traten zwei Religionsstifter hervor: Mahavira begründete den auf asketische Traditionen zurückgehenden Jainismus. Siddhartha Gautama lehrte als Buddha 40 Jahre lang den „Weg der Mitte“, den Buddhismus.

### Maurya
Siehe auch: Maurya-Reich
Kurz nach dem Eindringen Alexanders des Großen (326 v. Chr.) legte Chandragupta Maurya um 321 v. Chr. die Grundlagen für das erste indische Großreich. Die berühmteste kunsthistorische Hinterlassenschaft sind die Siegessäulen der Maurya. Sie sind zwar persisch beeinflusst, haben aber einen eigenen Stil durch den glänzend polierten Schaft, das Fehlen einer Basis und den umgestülpten Lotuskelch als Kapitell.

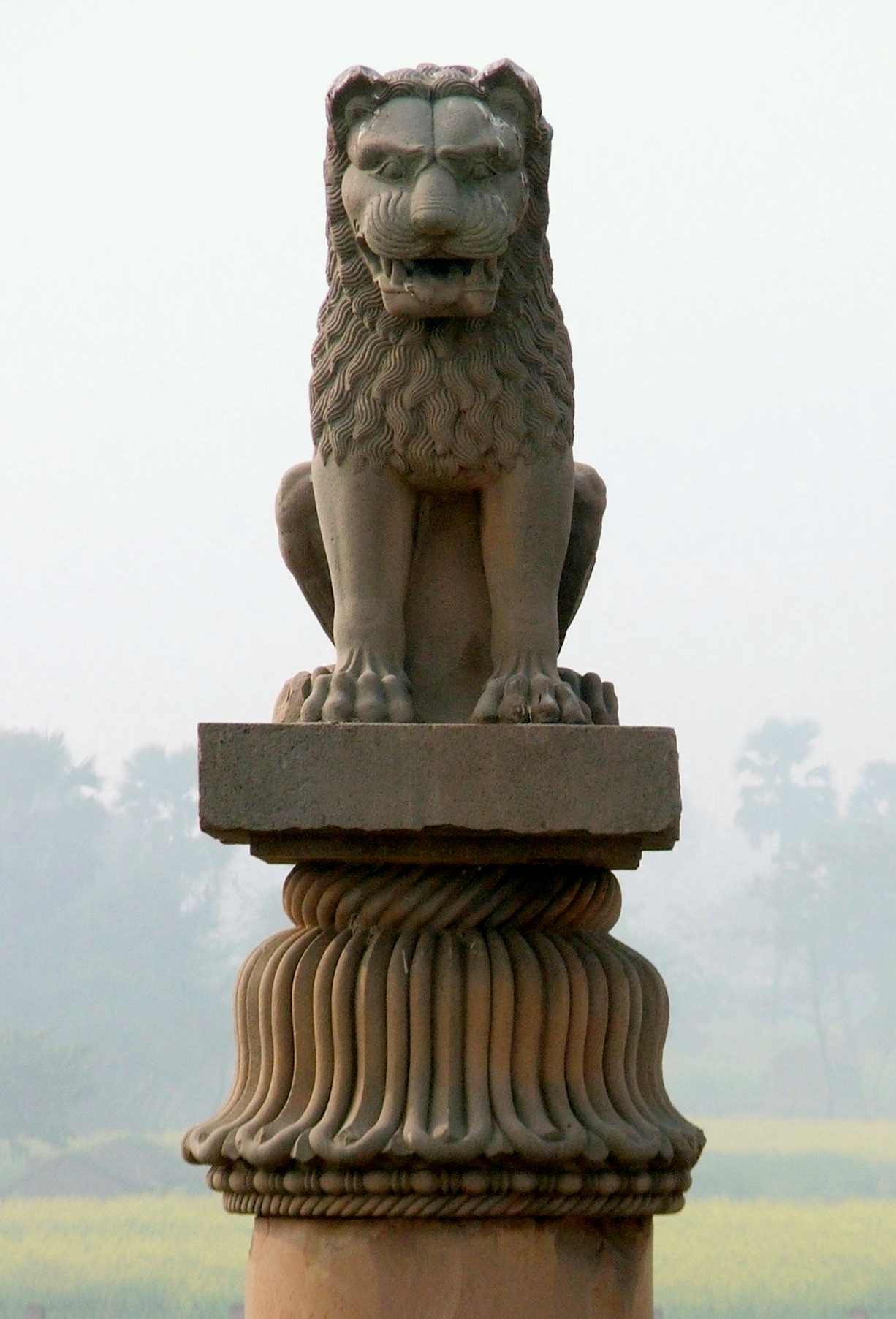
Löwensäule des Ashoka in Vaishali, Bihar
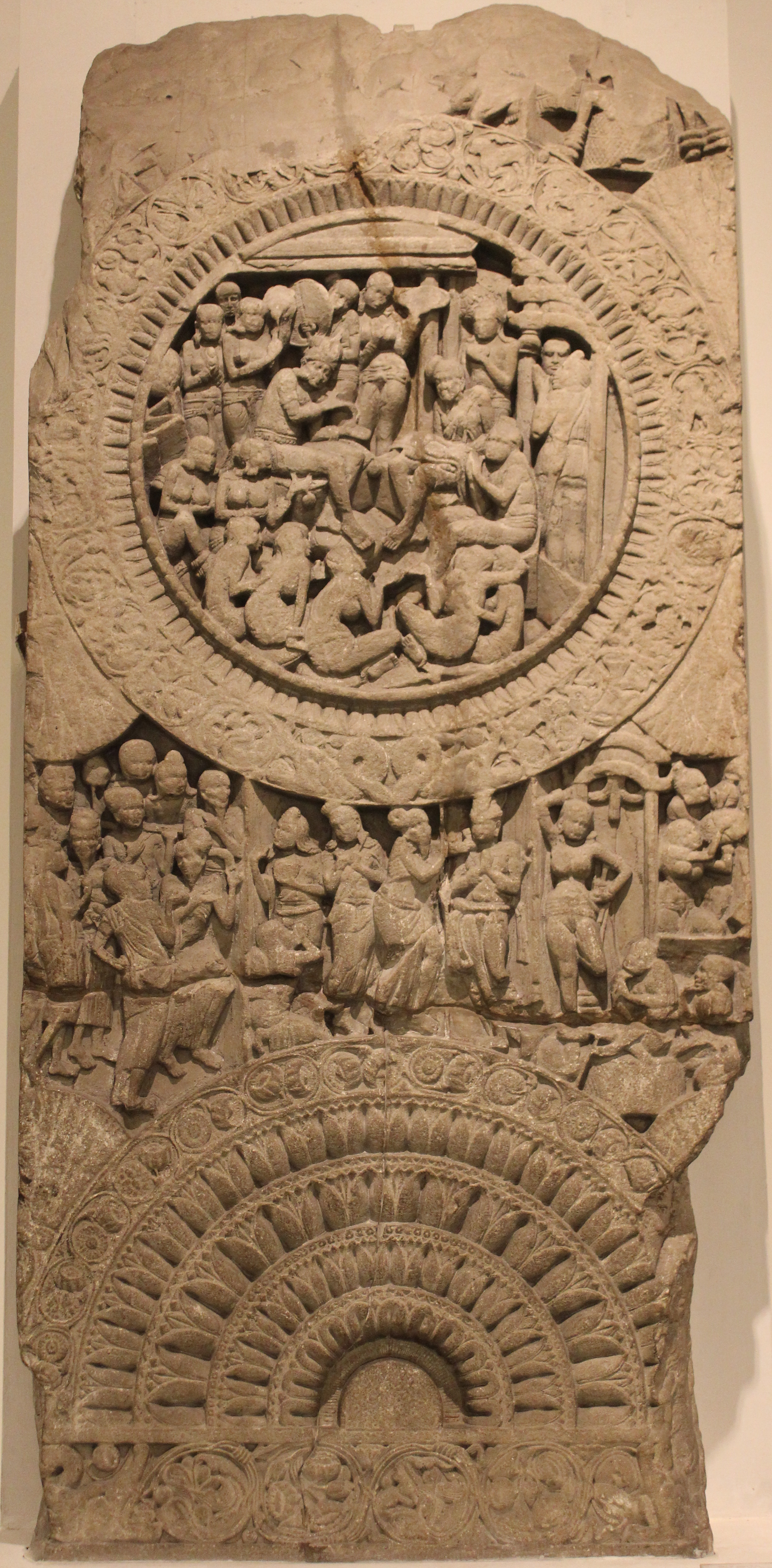
Asitas Besuch bei Siddharta, Maurya-Artefakt, Nationalmuseum, New Delhi
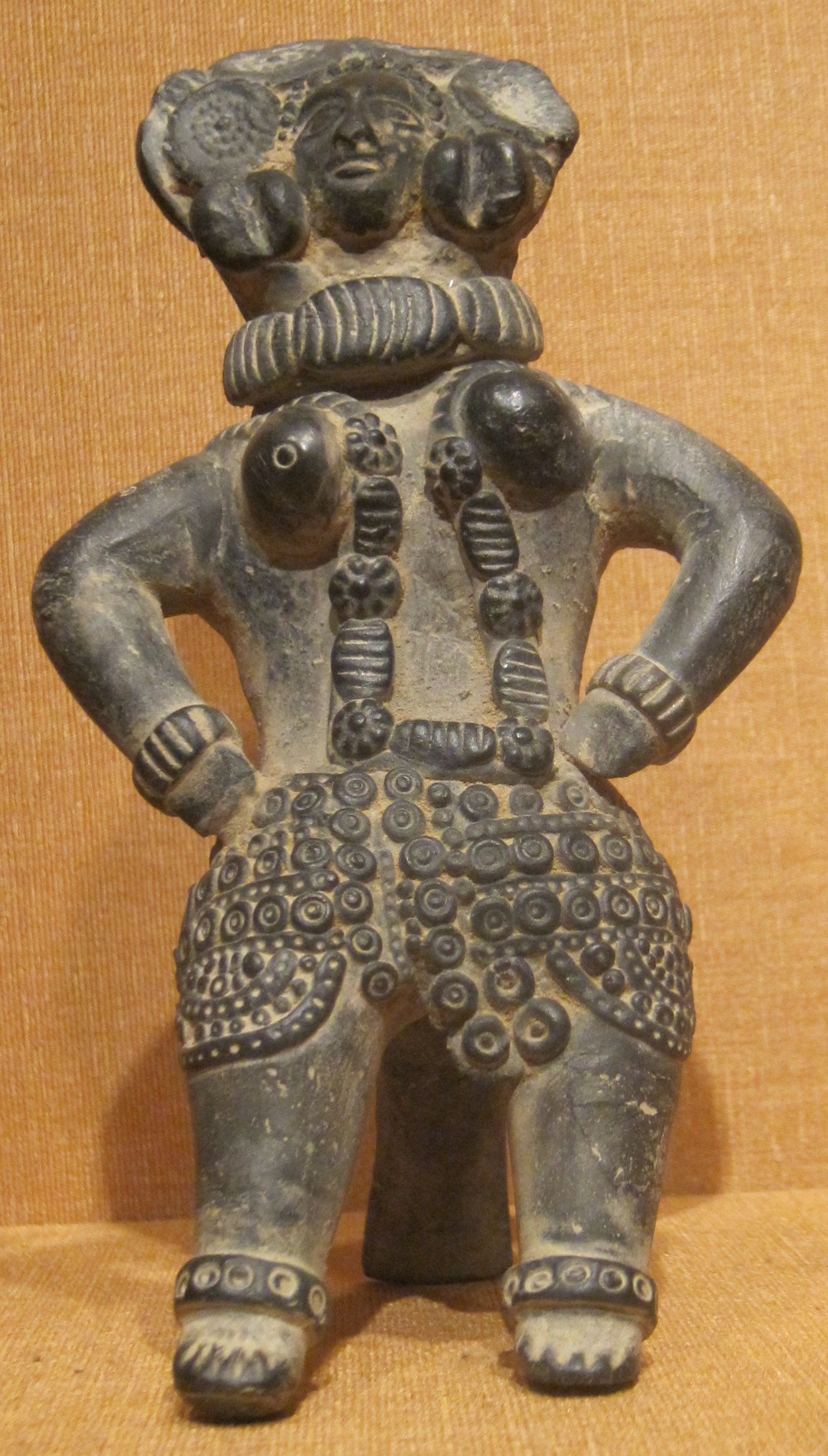
Frauenfigur, Maurya-Periode, Terrakotta

### Frühbuddhistische Kunst
Die wichtigsten Funde frühbuddhistischer Kultur datieren aus der Zeit nach den Mauryas: Wichtige Skulpturen wurden an Ausgrabungsorten wie Sanchi, Bharhut und Amaravati gefunden. Dort findet man auch Beispiele der buddhistischen Stupas, ein Bauwerk, das Buddha selbst und seine Lehre symbolisiert und ursprünglich auf Grabhügel zurückgeht.
Während die frühbuddhistische Zeit auf Abbildungen des Buddha verzichtete, wurden ab dem Ende des ersten Jahrhunderts unserer Zeit erstmals vollplastische Bildnisse des Buddha geschaffen, vermutlich durch den Einfluss der griechischen Kultur. Die Plastiken des Buddha hatten ein charakteristisches Grundmuster, das sich von Indien in weitere, buddhistisch geprägte Länder ausbreitete: kurz geschnittene Haare, langgezogene Ohren und als Kleidung einen Lendenschurz, ein über die Schulter geworfenes Mönchsgewand und einen über den Arm gelegten Regenmantel. In griechisch beeinflussten Darstellungen fügten Künstler noch einen Schädelhöcker oder Haarknoten hinzu, ebenso wie eine Faltenfülle im Gewand.

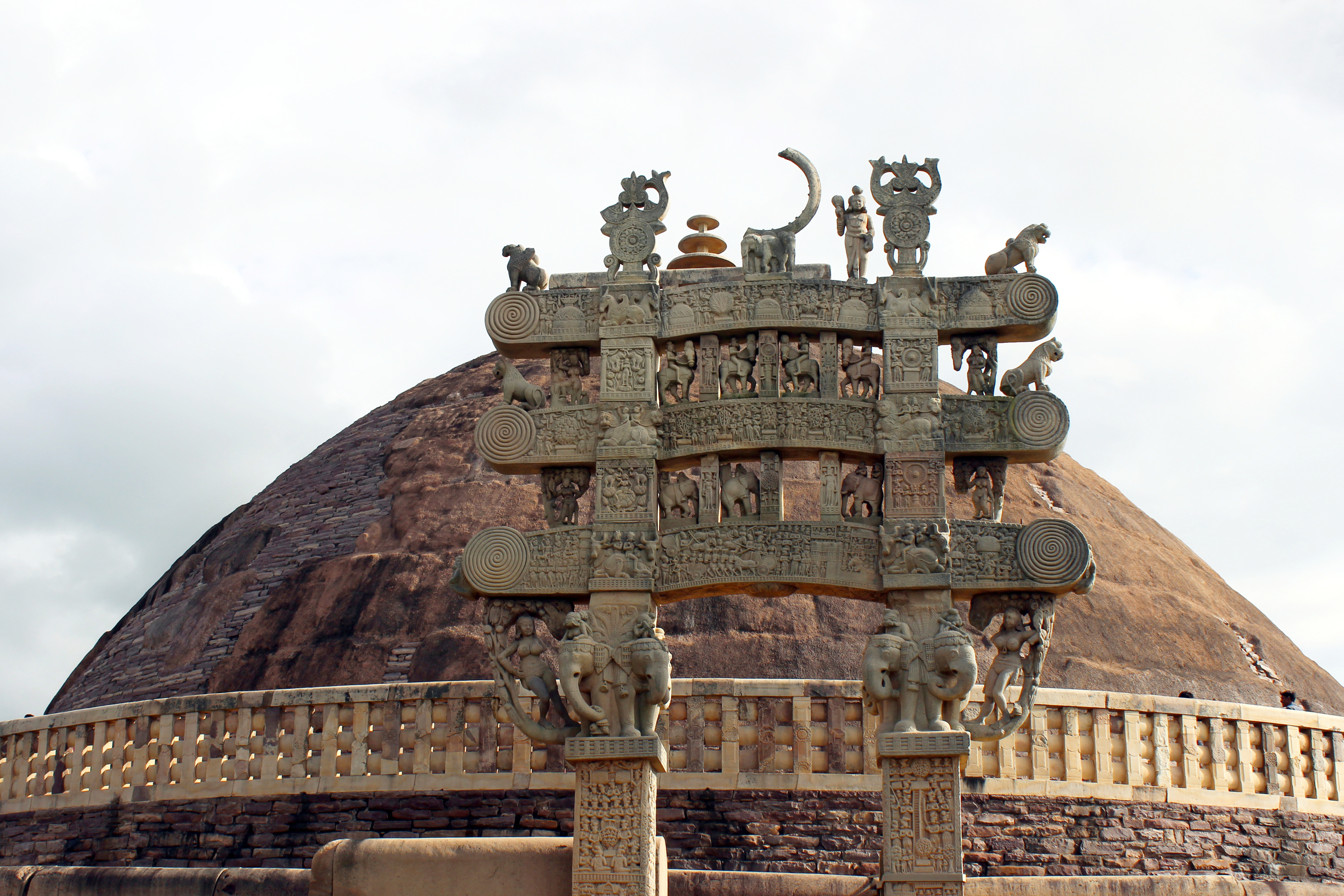
Stupa in Sanchi
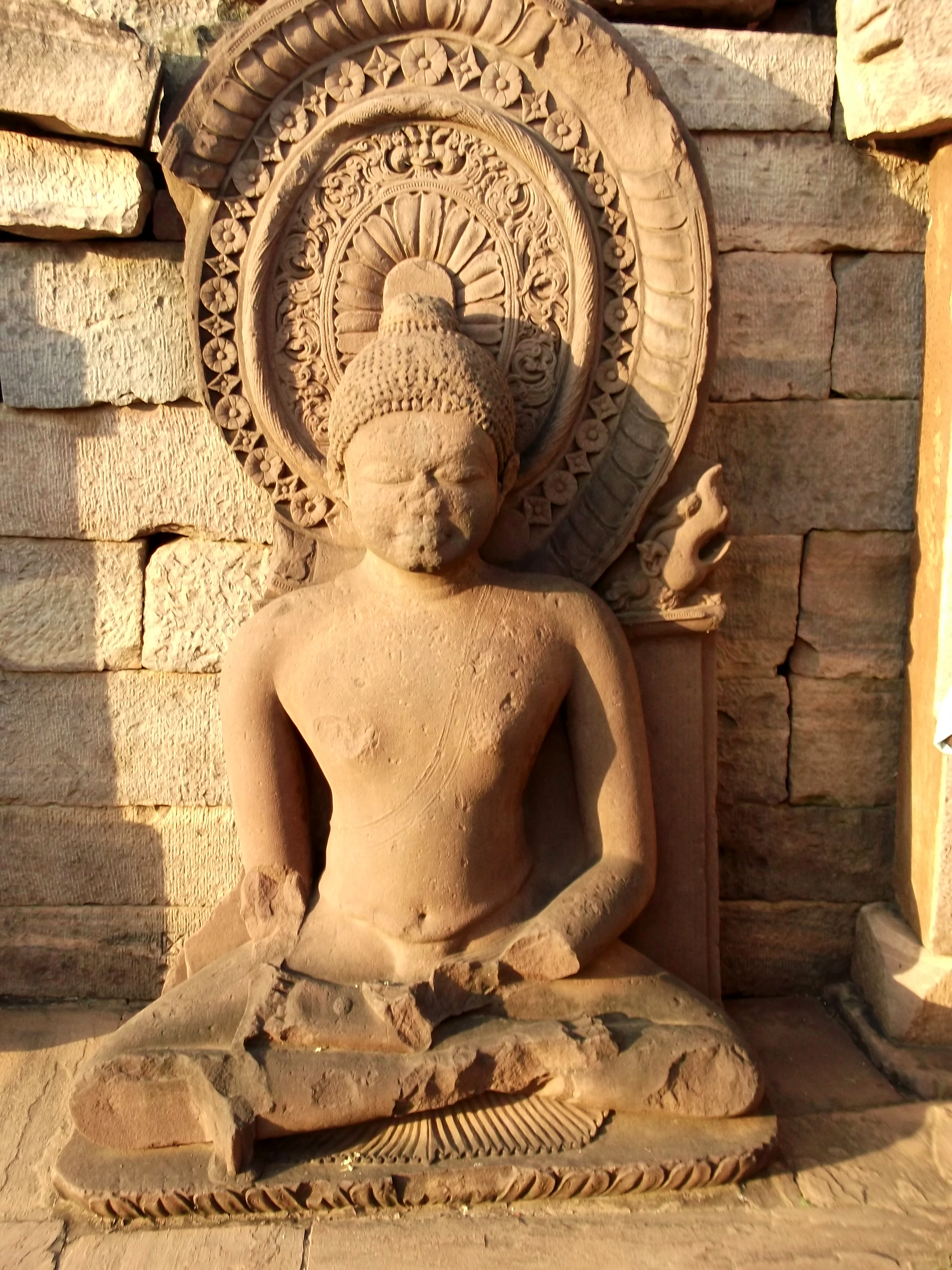
Buddha-Statue in Sanchi
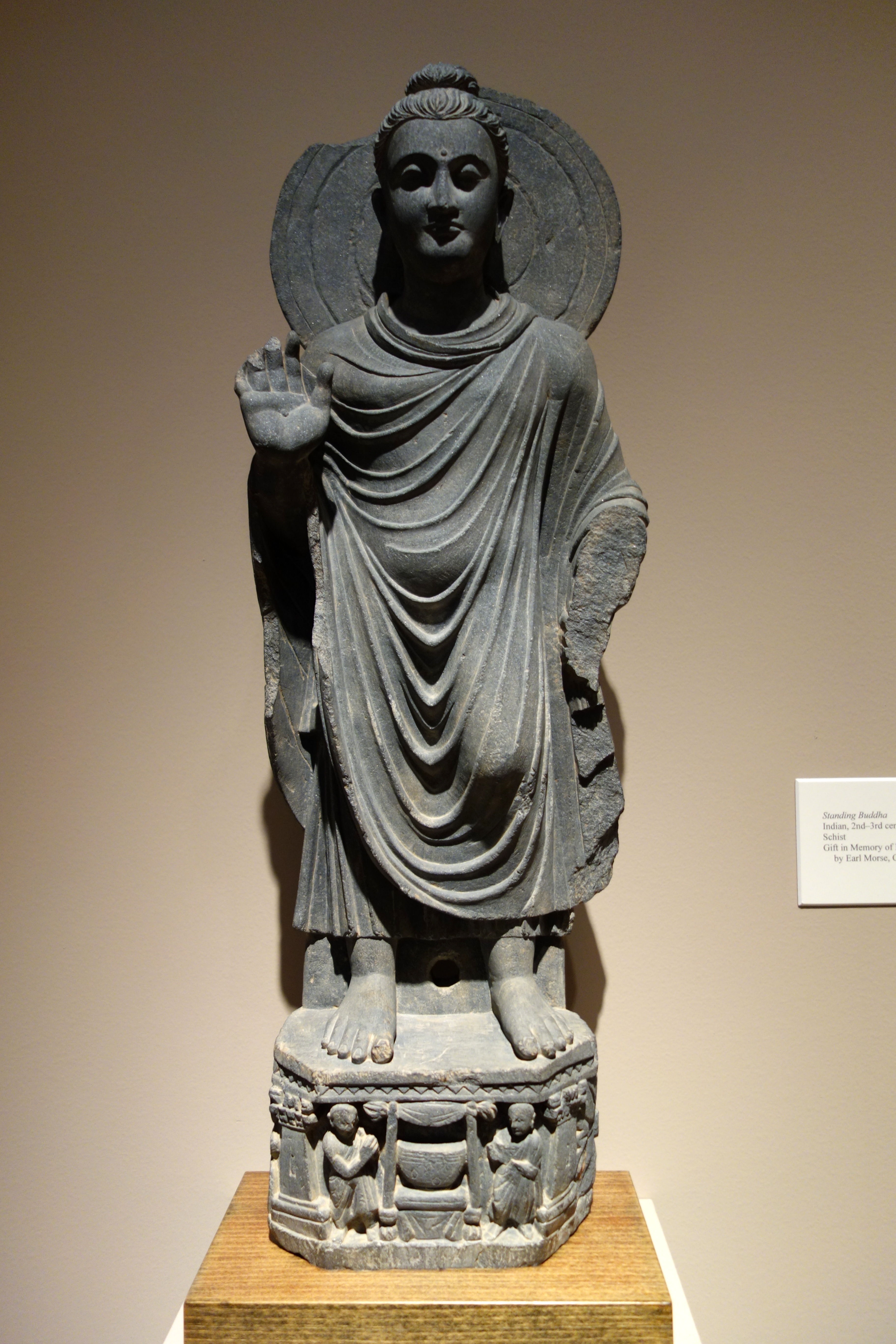
Stehender Buddha, 2.–3. Jahrhundert, Chazen Museum of Art, University of Wisconsin-Madison, Madison, Wisconsin, USA
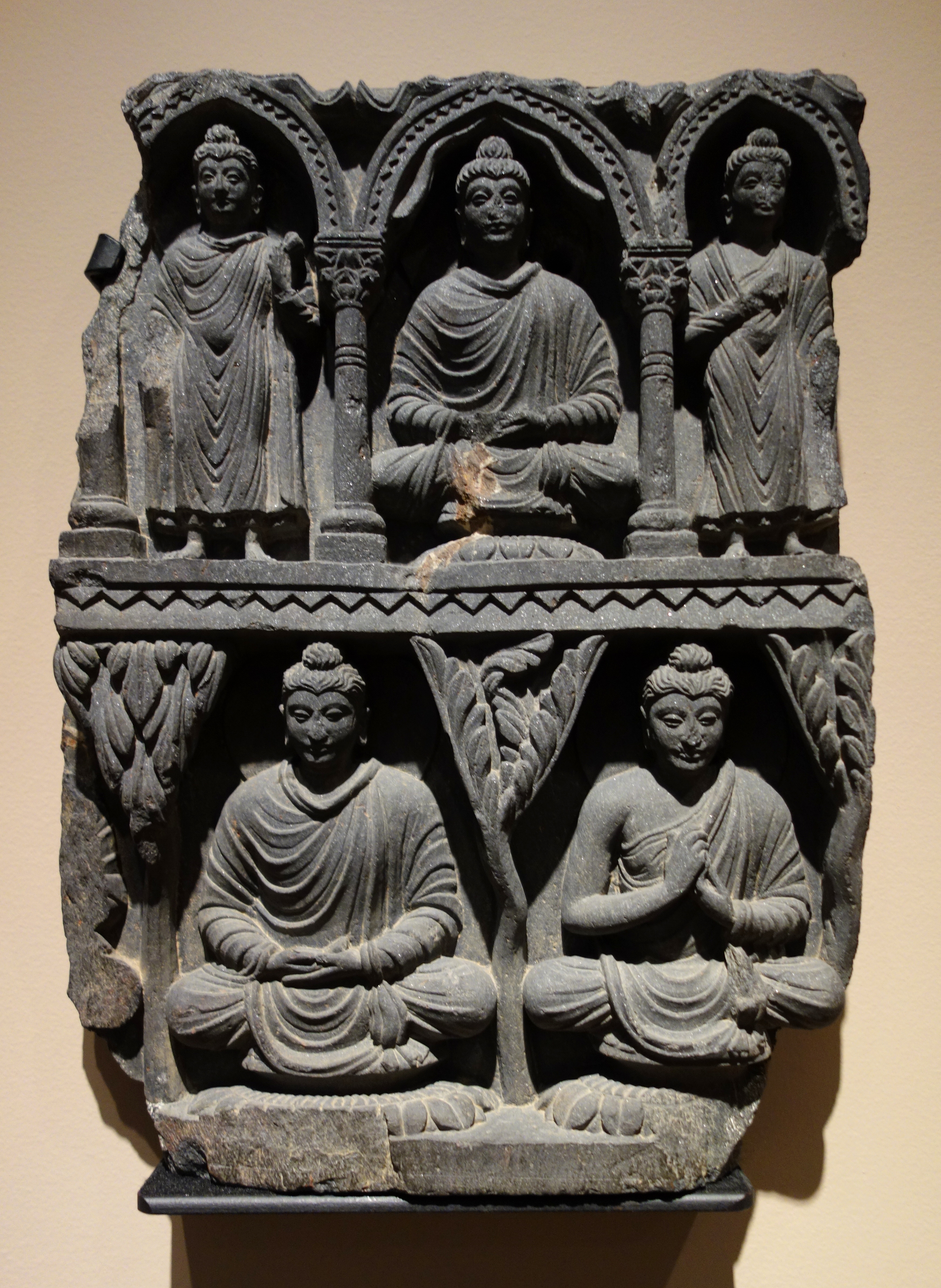
Relief mit Buddha-Darstellungen, 2.–3. Jahrhundert, Chazen Museum of Art, University of Wisconsin-Madison, Madison, Wisconsin, USA
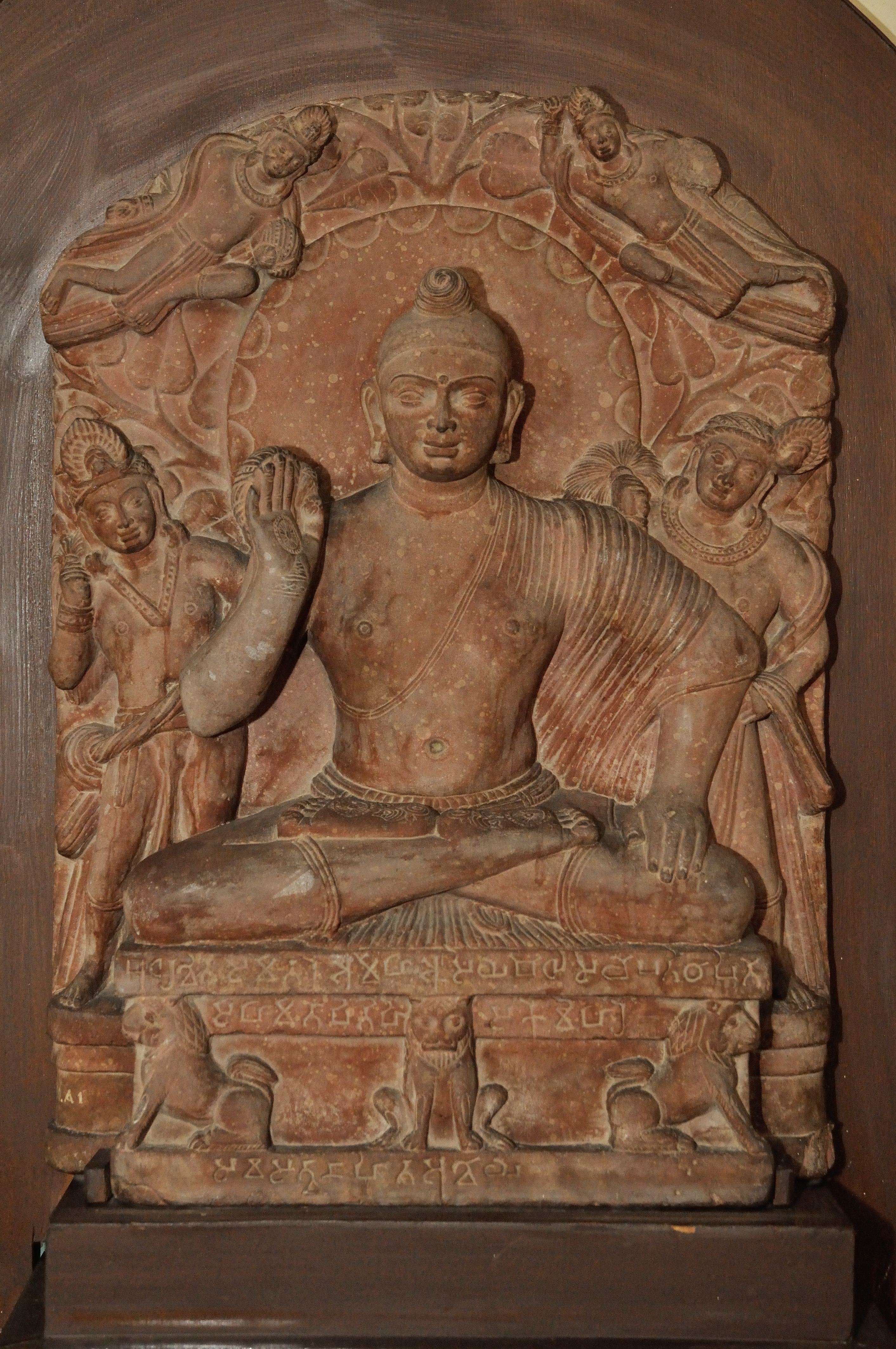
Sitzender Buddha in Abhaya Mudra, um 100 n. Chr., Government Museum, Mathura, Uttar Pradesh, Indien

## Die klassische Epoche (300–800 n.Chr.)

### Gupta-Reich
Unter der Gupta-Dynastie war Indien politisch von 320 bis zum 8. Jahrhundert vereint. Die Gupta-Zeit gilt als ein Höhepunkt der nordindischen Kunst. Obwohl Malerei weit verbreitet war, sind die uns überlieferten Werke meist religiöse Skulpturen: Steingötter aus hinduistischer Kunst, Buddha-Figuren und Tirthankara-Figuren aus dem Jainismus. Die beiden wichtigsten Zentren für Skulpturen waren Mathura und Gandhara. Gandhāra ist bekannt für den ausgeprägten Gandhāra-Stil in der buddhistischen Kunst, einer Nachwirkung des graeco-buddhistischen Synkretismus, der indische und hellenistische Einflüsse sowie jene der Perserreiche in den Jahrhunderten nach Alexander des Großen Eroberungen in Zentralasien um 330 v. Chr. miteinander verschmolz.
Unter Chandra Gupta II. Vikramaditiya wurde die Kunsttheorie systematisiert. Man verfasste Leitfäden (sutra) zu Malerei, Plastik und Architektur. Während ihrer Ausbildung erhielten Bildhauer z. B. detaillierte Beschreibungen der Hauptteile des menschlichen Körpers und wie sie darzustellen sind. Die Buddha-Statuen stellten idealisierte, vergeistigte Buddha-Figuren dar.
Zur Zeit der Gupta erfolgte auch eine Erneuerung des Hinduismus: Die alten Schriften wurden wieder gelesen und der bis dahin philosophisch und intellektuell dominierende Buddhismus bekam zunehmend Konkurrenz. Künstlerisch beeindruckende hinduistische Gupta-Tempel wie der Dashavatara-Tempel wurden erbaut. Gleichwohl wurden auch buddhistische Stätten wie Sanchi mit Bauten (Tempel Nr. 17) und eindrucksvollen Buddha-Bildnissen (Stupa Nr. 1) ausgestattet; der Dhamekh-Stupa in Sarnath wurde ebenfalls erneuert.

### Höhlentempel
Obwohl es Zeugnisse aus der Gupta-Zeit gibt, dass Malerei weit verbreitet war, waren bis ins 19. Jahrhundert kaum Beispiele für Malerei bekannt. Das änderte sich mit der Entdeckung der Felsmalereien in den Ajanta-Höhlen 1819. Obwohl nicht klar ist, ob die Klöster von Ajanta in enger Verbindung mit dem Gupta-Reich standen, geben sie einen Eindruck der buddhistischen Malerei der klassischen indischen Zeitperiode. Parallel zu den buddhistischen Höhlenklöstern wie Ajanta wurden auch hinduistische Höhlentempel angelegt, meist zu Ehren des Gottes Shiva. Die Wände dieser Höhlentempel sind meist mit Reliefs mit mythologischen Motiven geschmückt, und der Eingangsbereich wird von gewaltigen Götterfiguren bewacht. Zu den bedeutendsten Höhlentempeln gehören die Tempel von Elura und die Höhlen auf der Insel Elephanta. Die Elephanta-Höhlen zählen zum Weltkulturerbe.

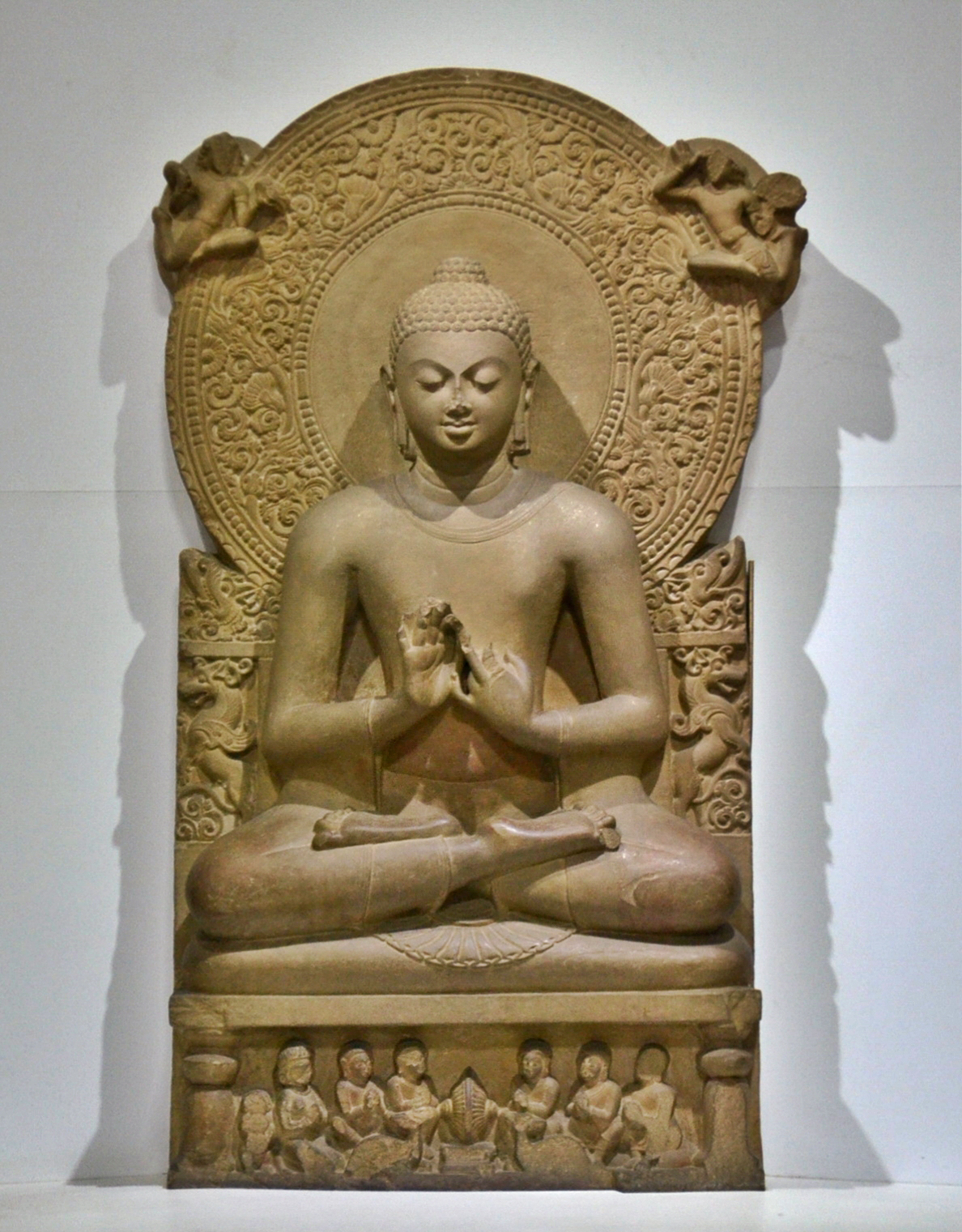
Die berühmte Figur des lehrenden Buddha aus Sarnath entstammt der Gupta-Zeit (5. Jh.)
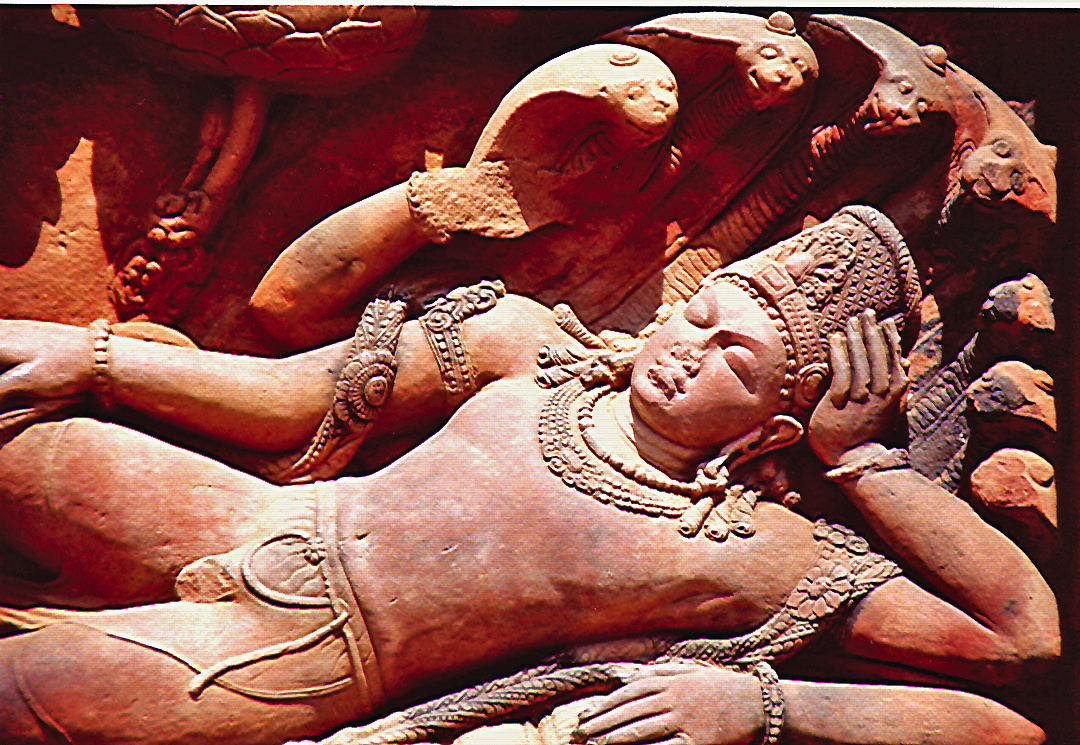
Vishnu, Dashavatara-Tempel, Deogarh, 5. Jahrhundert, Gupta-Periode
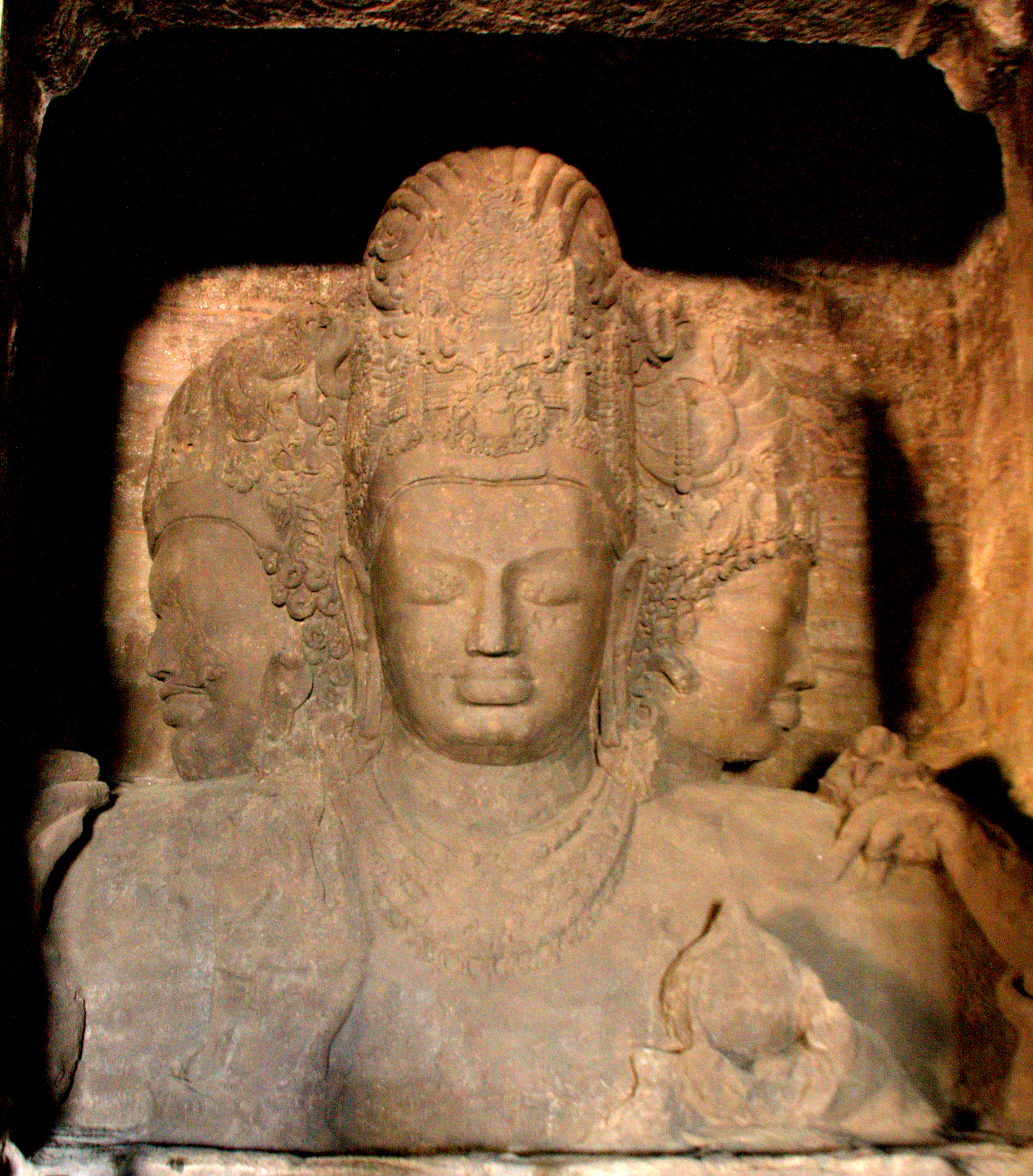
Kolossaler Trimurti in den Elephanta-Höhlen
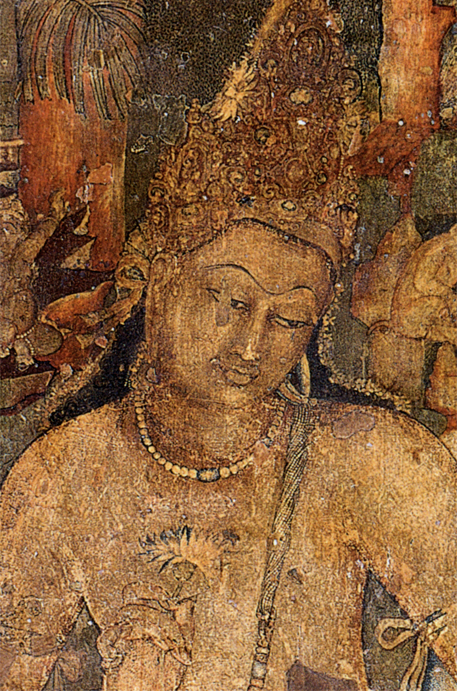
Darstellung des Padmapani, Höhle 1 in Ajanta

## Nachklassische Epoche (ca. 800–1300 n.Chr.)
Das Kunstschaffen zwischen der Gupta-Periode und islamischer Zeit wird häufig als „Mittelalter“ in Indien bezeichnet, was jedoch irreführend ist, weil der Ausdruck suggeriert, dass die indische nachklassische Epoche mit dem europäischen Mittelalter vergleichbar sei.
Während der nachklassischen Epoche war der indische Subkontinent in verschiedene Herrschaftsbereiche zersplittert, jedoch konnte keine damalige Großmacht die Vorherrschaft über den gesamten Kontinent gewinnen. Die damalige Kunst war durch viele regionale Stile gekennzeichnet und in ihren Ausprägungen sehr vielgestaltig.

### Hinduistische Erneuerung
Während dieser Zeit des Aufstiegs und Niedergangs indischer regionaler Königreiche erneuerte sich unter anderem der Hinduismus. Diese Erneuerungsbewegung begünstigte den Bau zahlreicher Tempel und Schaffung vieler Skulpturen. So entstand z. B. im Tamilenland unter der Herrschaft der Chola anspruchsvolle Bronzeplastiken wie die Darstellung des Shiva Nataraja aus dem 11. oder 12. Jahrhundert.

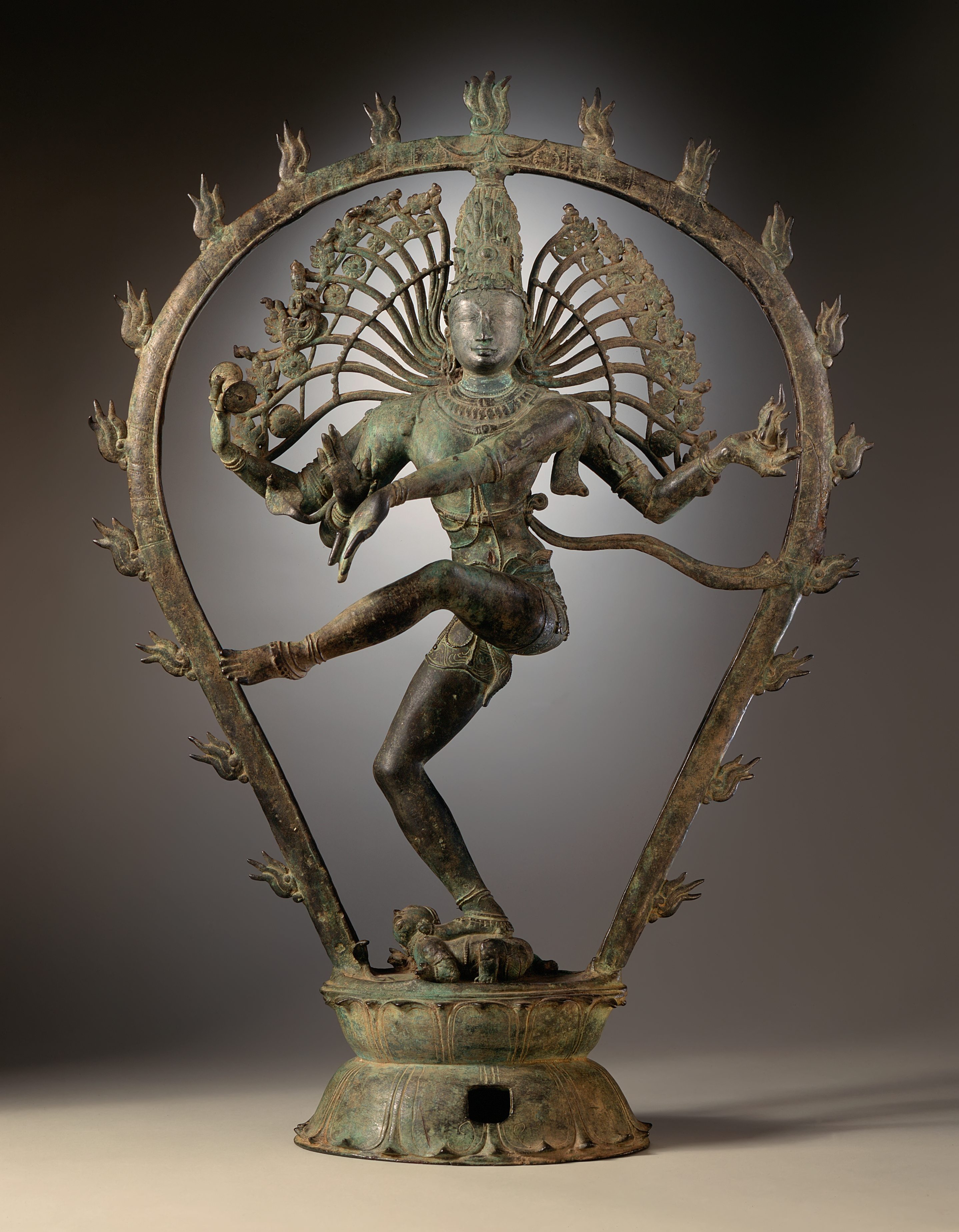
Bronzeskulptur des Shiva Nataraja, 11. oder 12. Jahrhundert
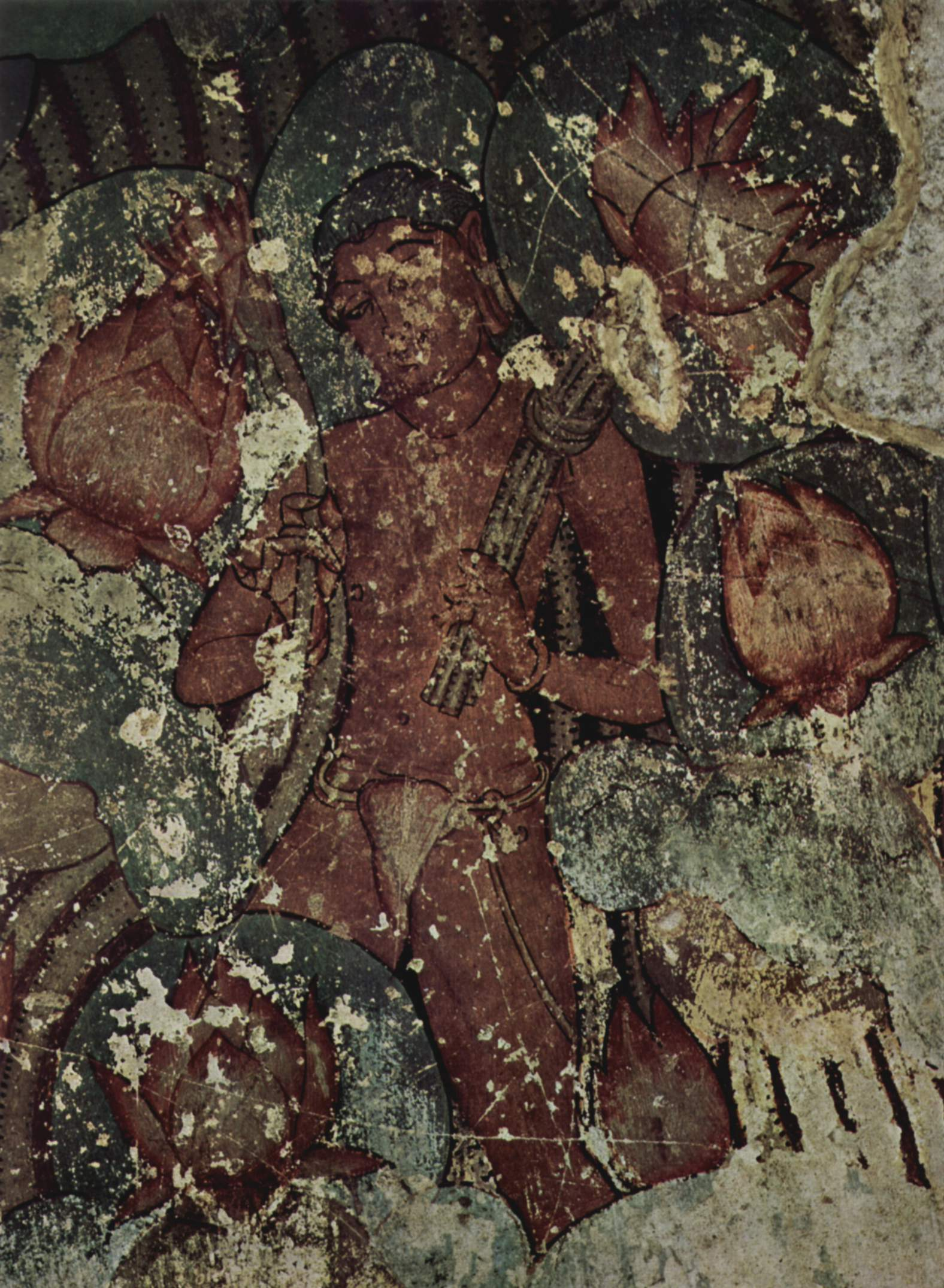
Junger Mann in Lotusteich, Deckenfresco in Sittanvasal, 850 n. Chr.
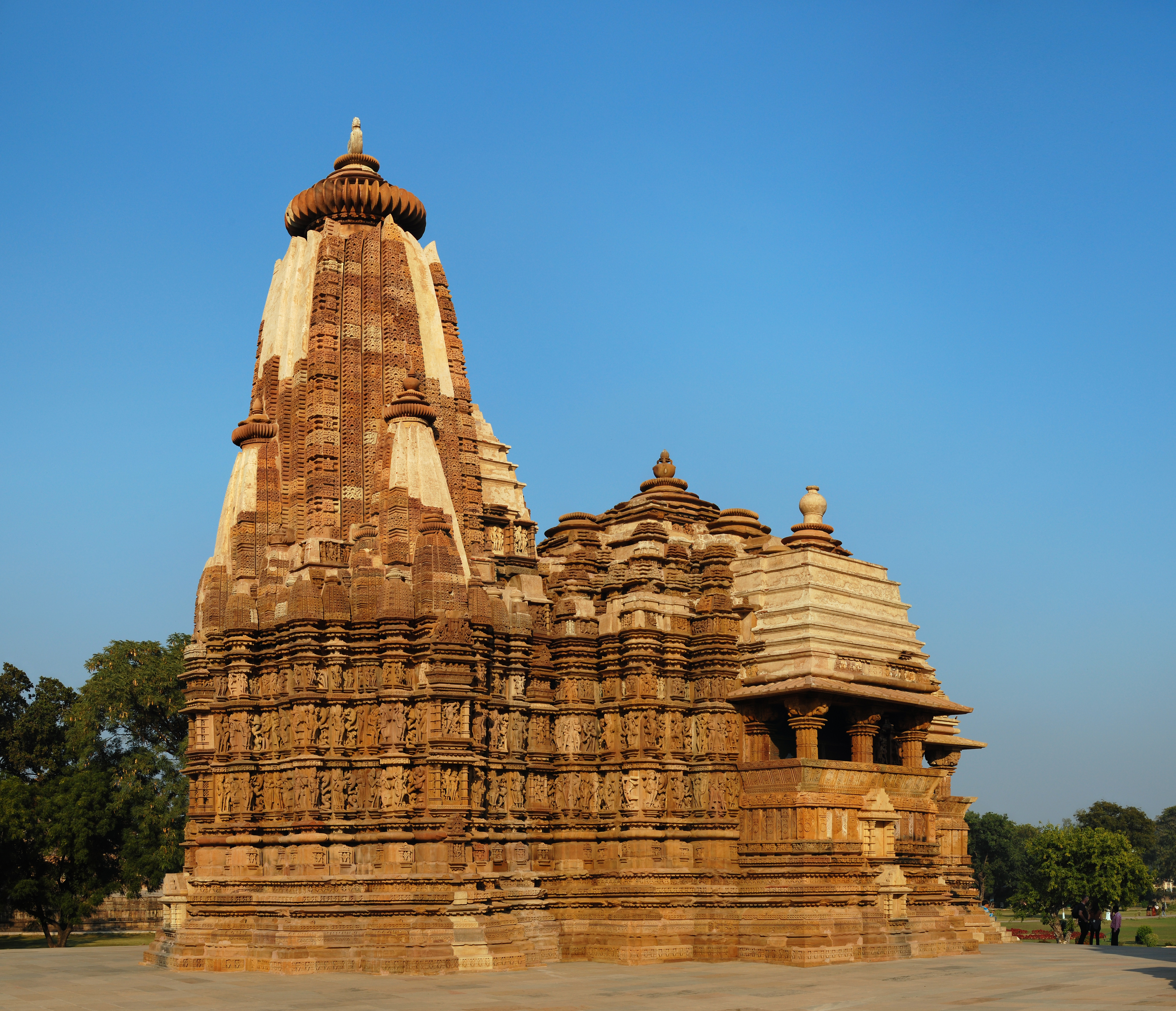
Devi Jagadambi Temple, Khajuraho, Indien, 11. Jahrhundert
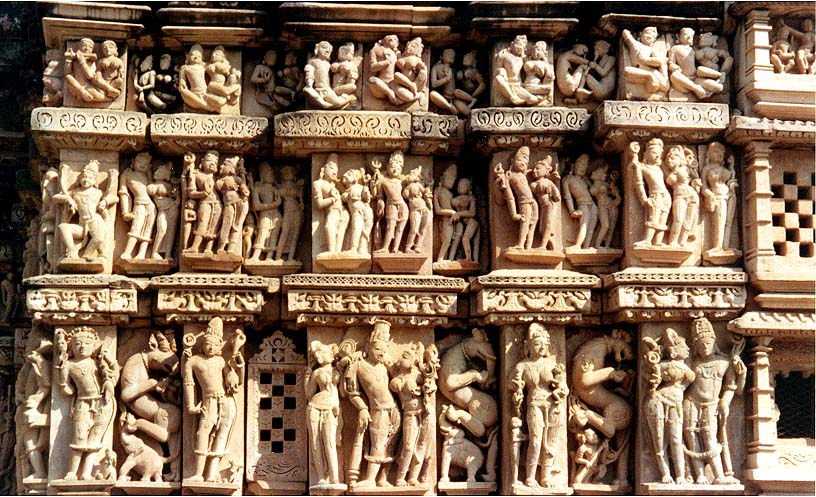
Südmauer des Parshvanatha Temple Jain complex, Khajuraho, enthält sowohl Hindu- als auch Jainismus-Motive

### Buchillustrationen
Aus der Zeit des indischen „Mittelalters“ stammen auch die ältesten bekannten Buchillustrationen Indiens, die Manuskripte des Vajrayana aus dem 11. Jahrhundert. Buchmalereien gab es aber vermutlich schon früher. Die Buchmalereien wurden zunächst auf Birkenrinde oder Palmyra-Blättern angefertigt, ab dem 10. Jahrhundert war auch Papier bekannt. Auch in dem durch den Jainismus geprägten Gujarat findet man Buchillustrationen und Malereien auf Papier, die aufgrund der zunehmenden Einfälle islamischer Völker einen Aufschwung erlebten, weil Auftraggeber in transportable Kunstwerke investieren wollten.

### Islamische Kultur in Indien
Im frühen 8. Jahrhundert begann der arabische bzw. islamische Einfluss in Indien. 1206 wurde das Sultanat von Delhi gegründet. Auf diesen islamischen Einfluss gehen vor allem Neubauten von Moscheen zurück. Außerdem entstanden erstmals auf dem indischen Subkontinent kostbare, monumentale Grabstätten wie das Mausoleum des Iltutmish (1211–1236) und seines Sohnes („Sultan Gharis Grab“) von 1231. Die indischen Mausoleen werden zu den schönsten islamischen Baudenkmälern der Welt gezählt.
Die islamische Plastik ist ornamental und durch eine Fülle von geometrischen Blumen, Arabesken und kalligrafischen Mustern gekennzeichnet.

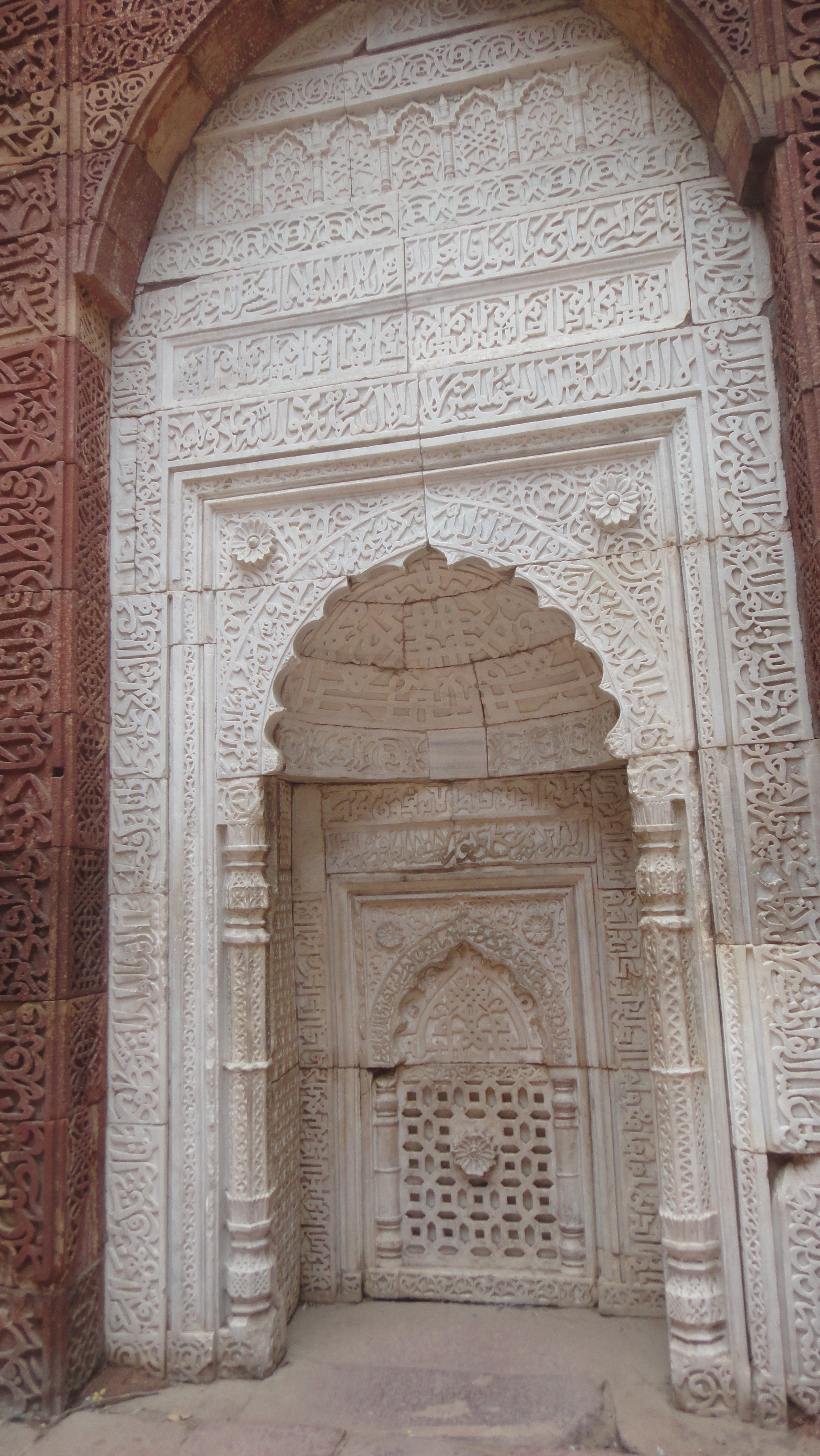
Grab des Iltutmish, Blumenornamente
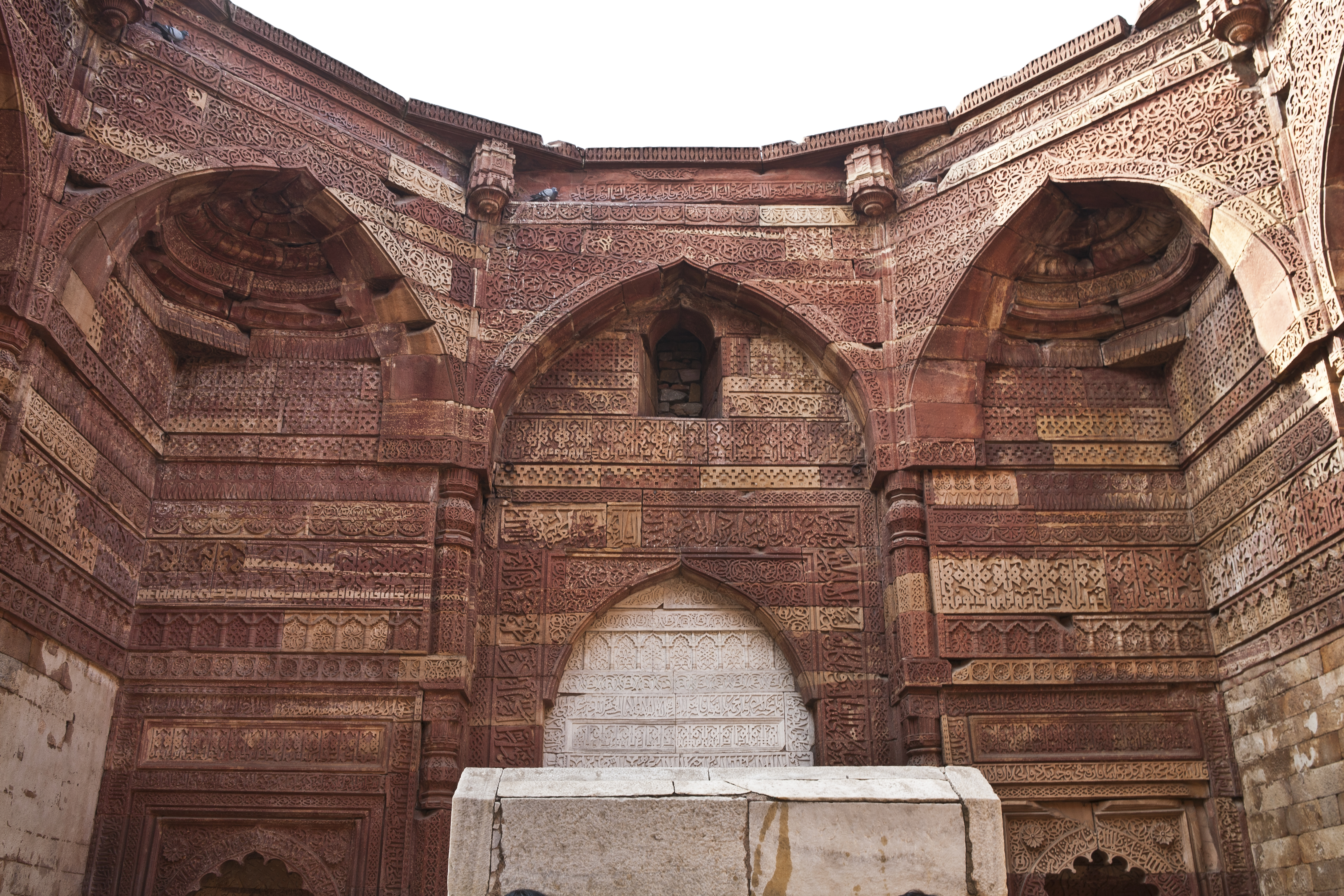
Iltutmishs Mausoleum, innere Wände mit kalligrafischen Mustern
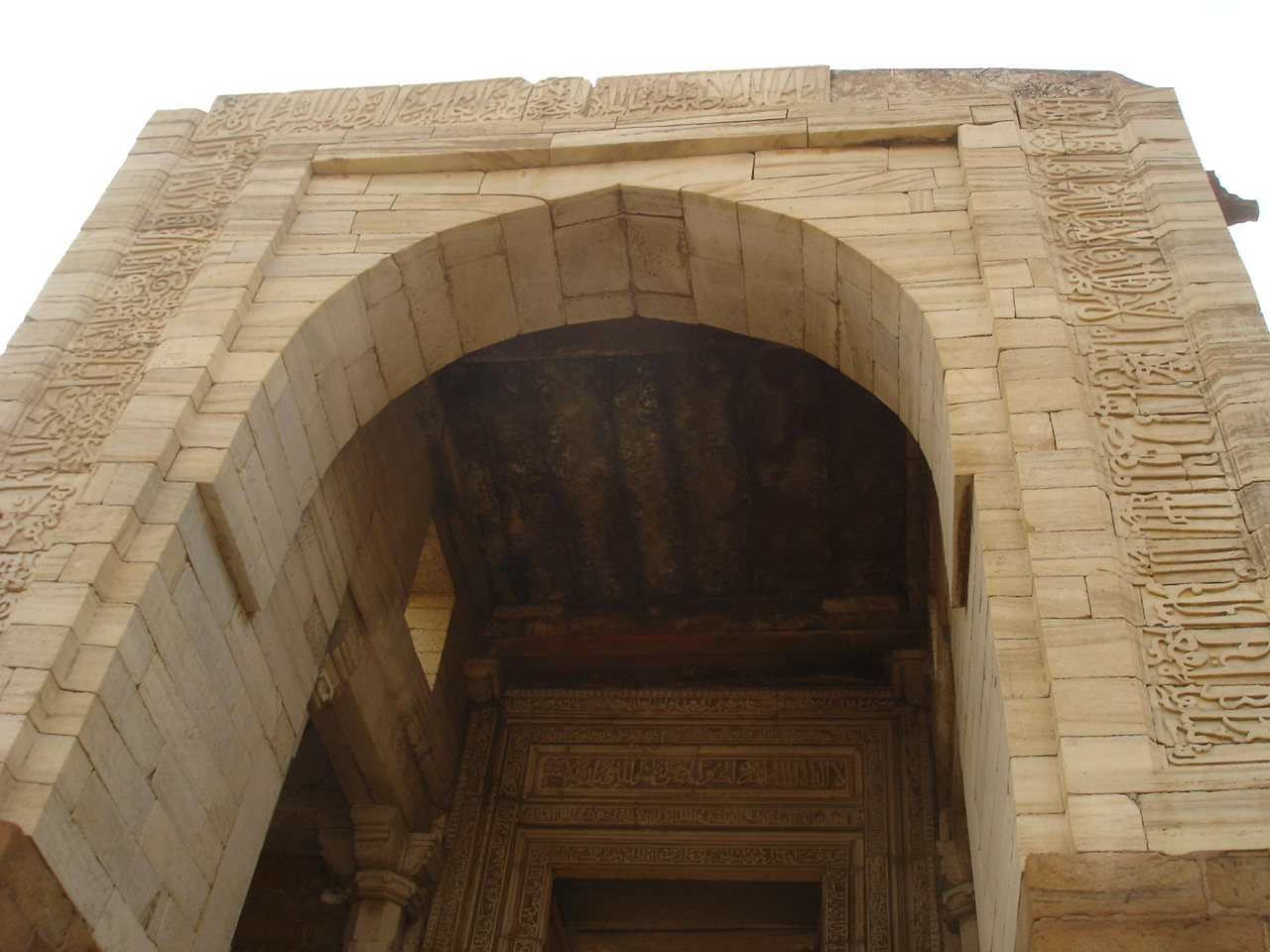
Kalligrafische Ornamente im Mausoleum „Sultan Gharis Grab“

## Frühe Neuzeit und Kolonialzeit (ca. 1400–1800)

### Mogulkunst
Zwischen 1526 und 1857 beherrschten islamische Großmoguln Nord- und Zentralindien. Diese Zeitperiode stellt den Höhepunkt der islamischen Kultur auf dem indischen Subkontinent dar. Bekannte Beispiele islamischer Architektur aus der Zeit des Mogulreichs sind unter anderem das Taj Mahal, das Humayun-Mausoleum oder die Bauten in der Stadt Fatehpur Sikri.
Aber auch auf dem Gebiet der Miniaturmalerei wurden bedeutende Werke geschaffen, insbesondere in der Mogulmalerei der islamischen und der Rajputenmalerei der hinduistischen Fürstenhöfe. Hervorzuheben ist auch die musikinspirierten Ragamala-Malerei.

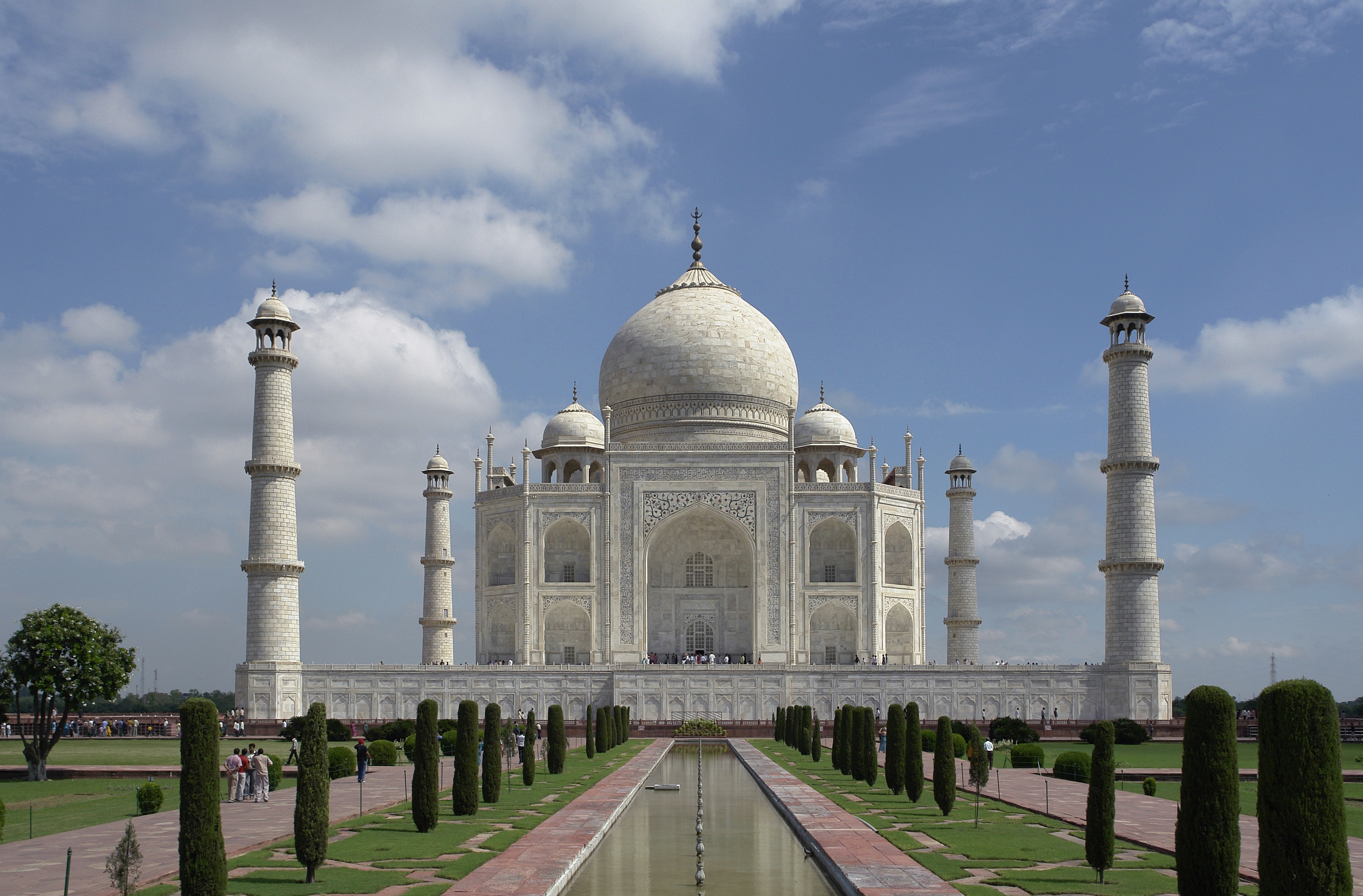
Taj Mahal, Agra, Indien
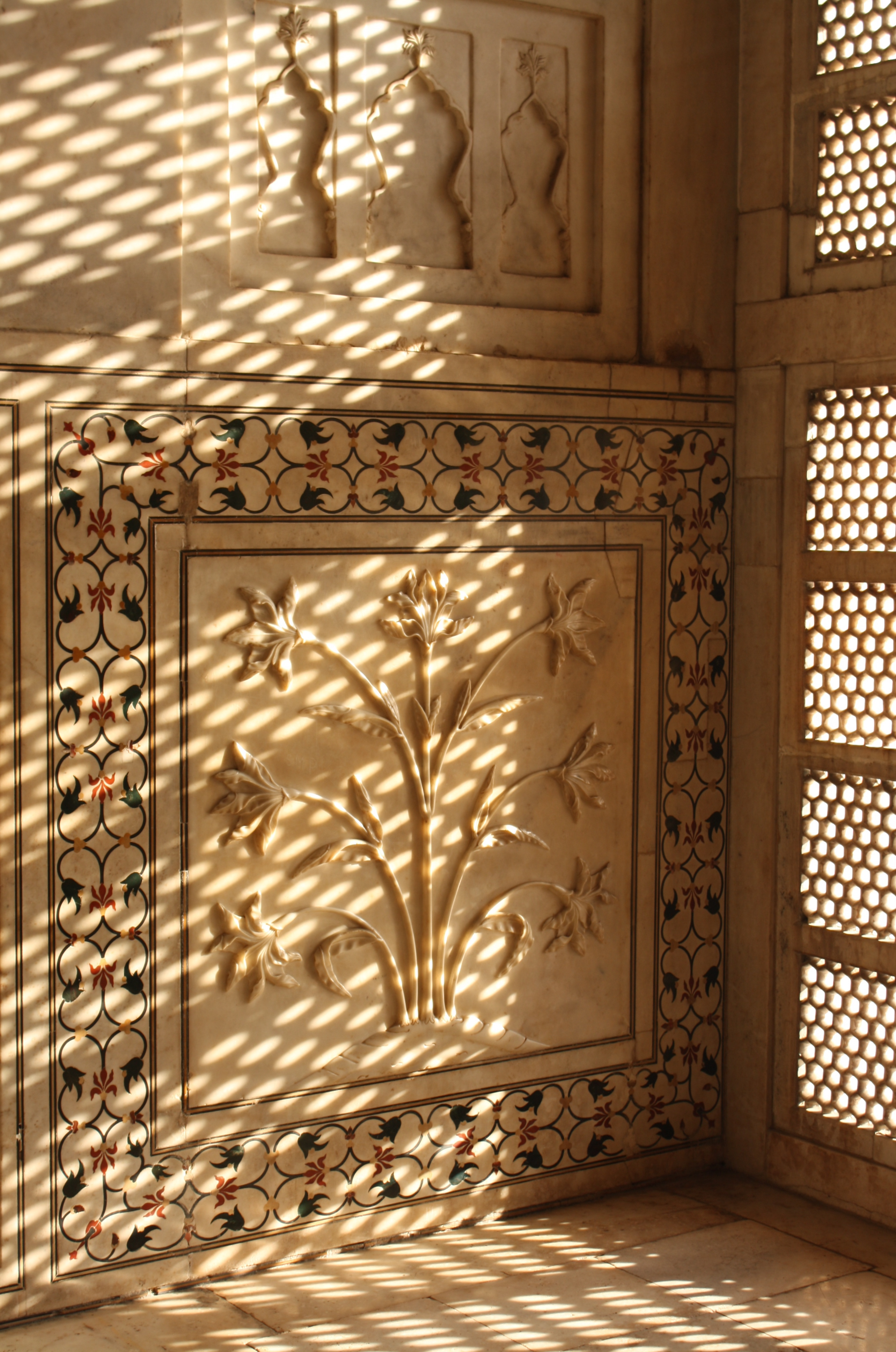
Blumen in Marmor, Taj Mahal
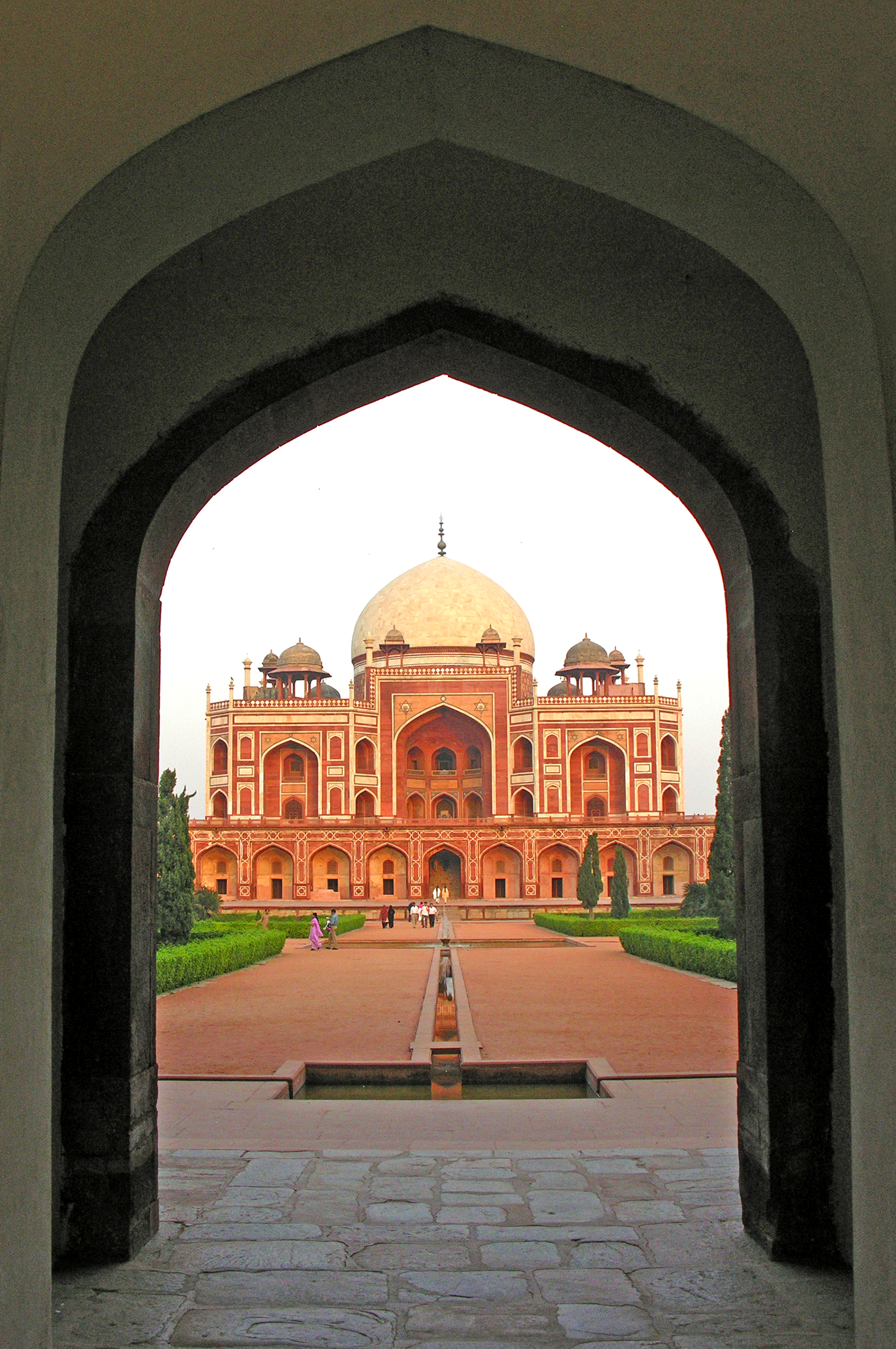
Humayun-Mausoleum, Delhi, vom Eingangsportal aus gesehen
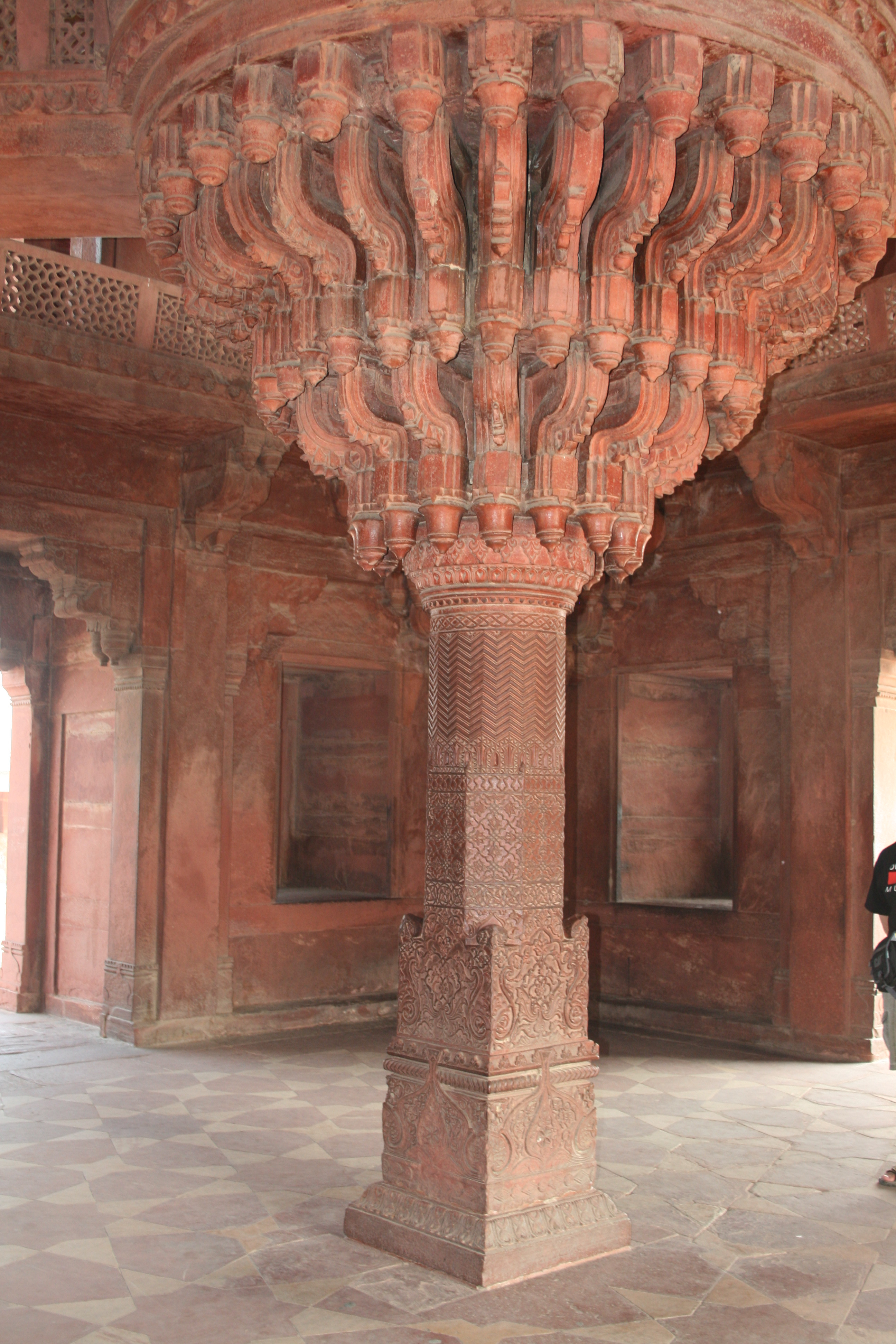
Säule, Diwan-i-Khas, Fatehpur Sikri, Indien

Während der Regierungszeit von Akbar I. und speziell unter seinem Sohn Jahangir erreichte die indo-islamische Miniaturmalerei eine Blüte.

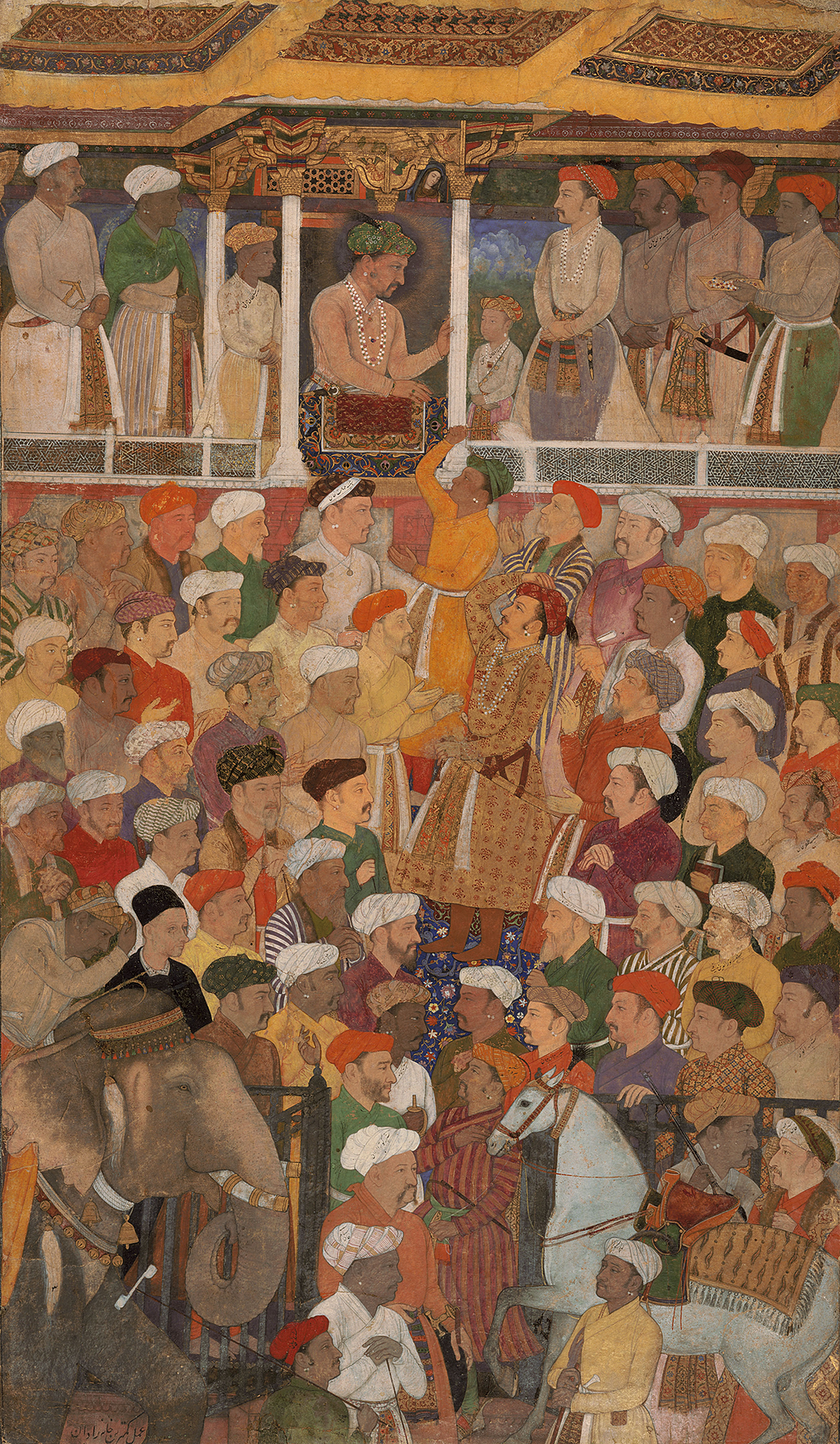
Jahangir in Darbar, von Jahangir-nama, c. 1620
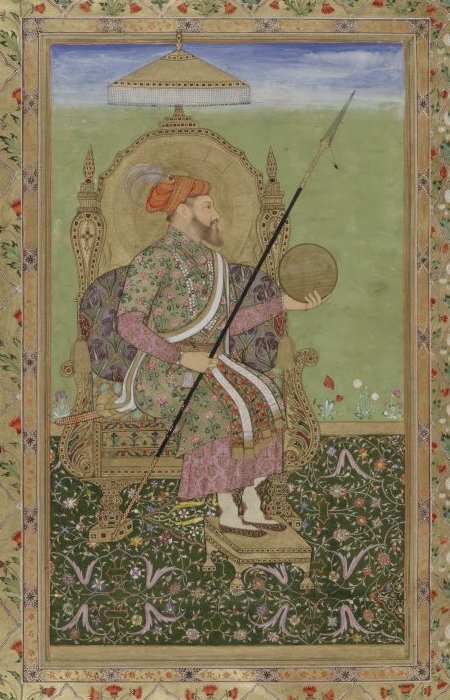
Porträt des Shah Jahan, ca. 17. Jahrhundert
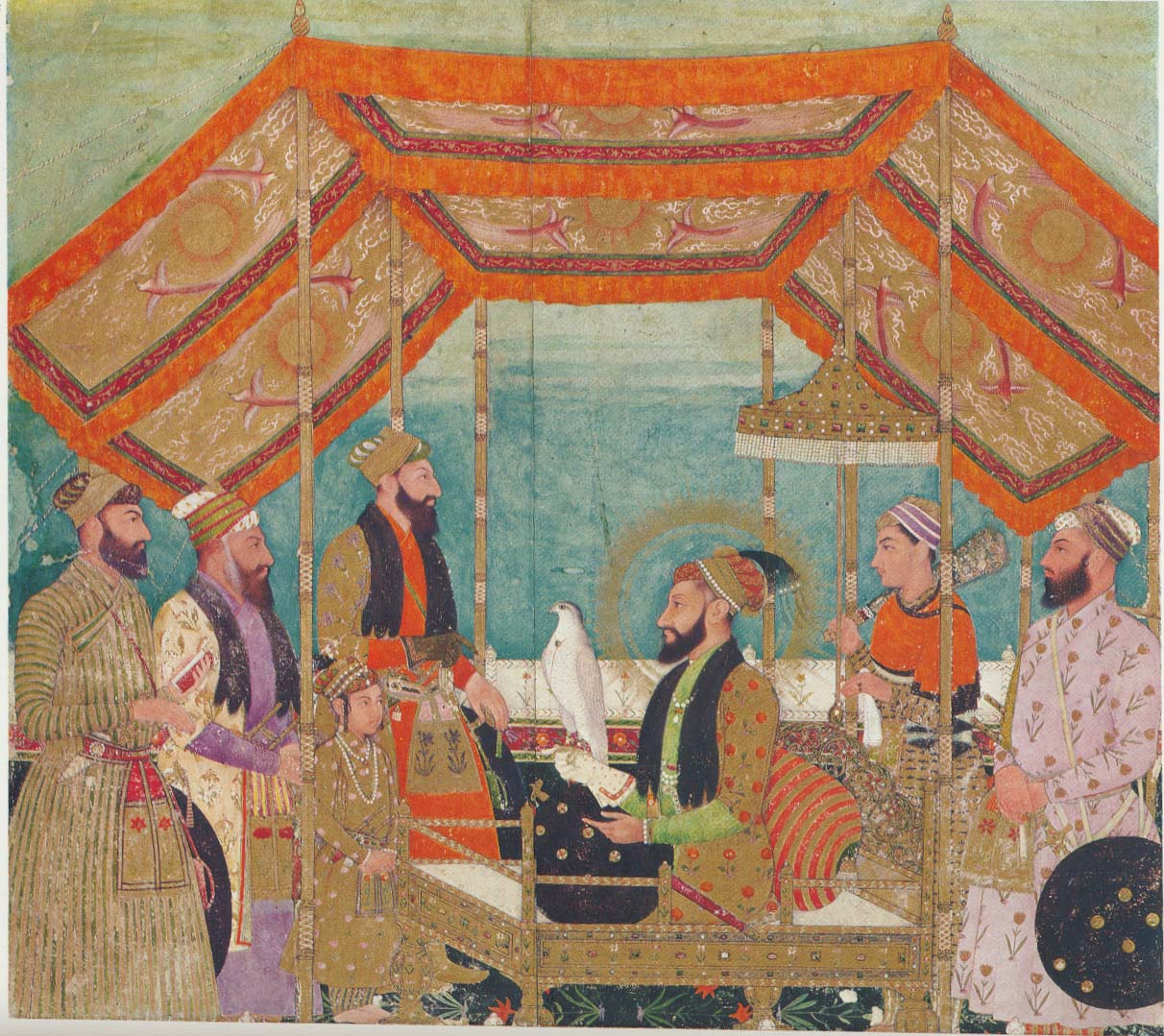
Hofszene in Durbar mit dem neu gekrönten Herrscher Aurangzeb, ca. 1660

### Britische Kolonialzeit (1841–1947)
Die britische Kolonialherrschaft hatte große Auswirkungen auf die indische Kunst. Zum einen etablierten die Briten in den großen indischen Städten Kunstschulen wie die Bombay Art Society 1888, was den Einfluss westlicher Kunst vergrößerte. Zum anderen entzogen sie der indischen Kunst zum Teil ihre finanzielle Grundlage, da sie im Gegensatz zu den indischen Fürsten sich nicht als Mäzene traditioneller indischer Kunst betätigten.
Angestellte der East India Company schufen mit bescheidenen finanziellen Mitteln einen Bedarf nach Bildern indischer Künstler, die europäische Malstile kopierten und mit Techniken indischer Miniaturmalerei kombinierten. Beispiele einer solchen Verbindung europäischer Stile mit indischen Traditionen sind Ravi Varmas Ölgemälde indischer, in Sari gekleideter Frauen. Raja Ravi Varma war der erfolgreichste indische Künstler des 19. Jahrhunderts. Seine Bilder fanden sowohl in Indien als auch außerhalb Anerkennung; so gewann er zwei Preise bei der World’s Columbian Exhibition in Chicago. Ende des 19. Jahrhunderts entstand in Kalkutta die volkstümliche, für den Massenmarkt produzierte Kalighat-Malerei.

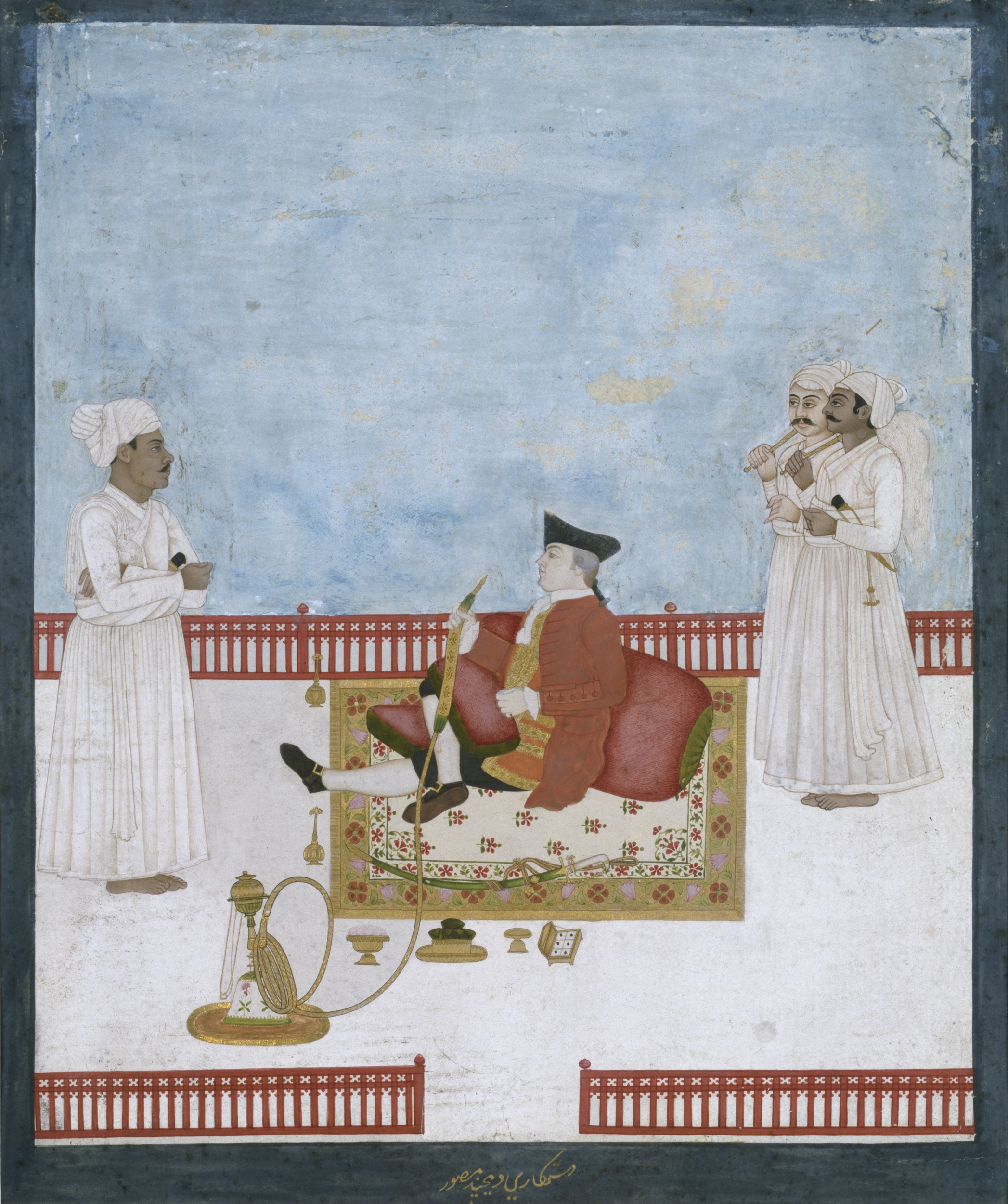
Porträt eines Beamten der East India Company von Dip Chand, ca. 1760
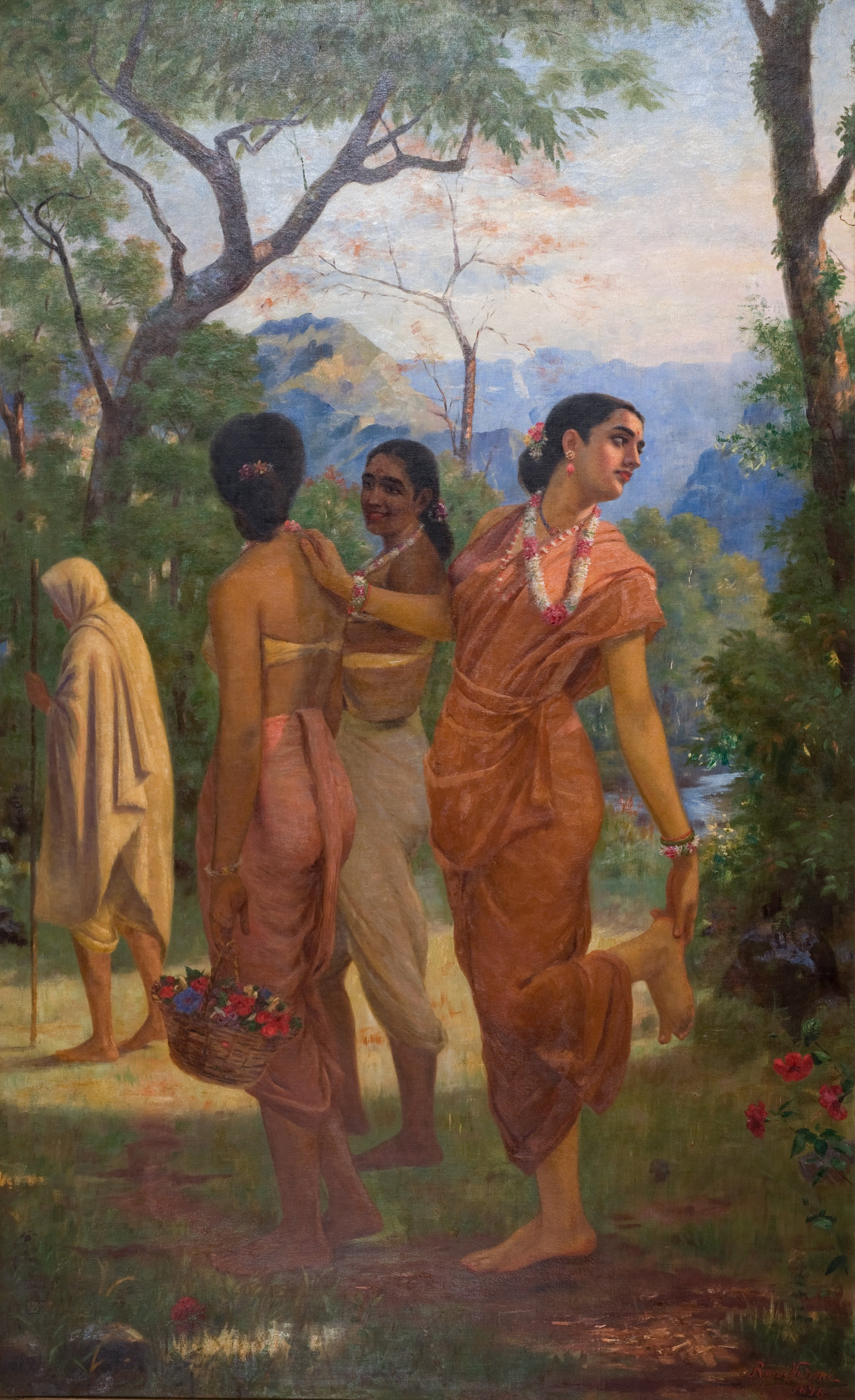
Shakuntala (Raja Ravi Varma) von Raja Ravi Varma, 1870
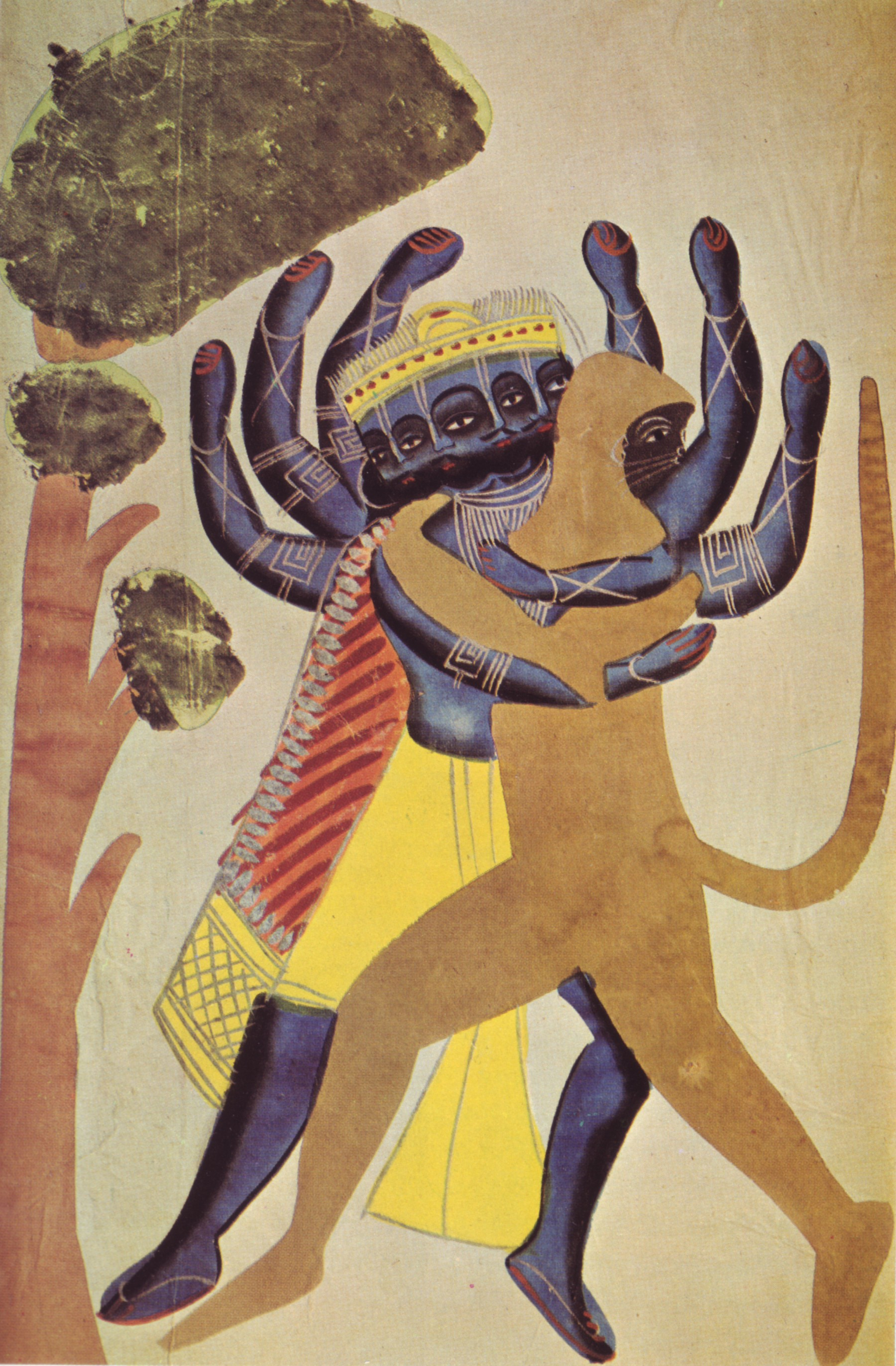
Szene aus dem Ramayana, Kalighat-Malerei, ca. 1880
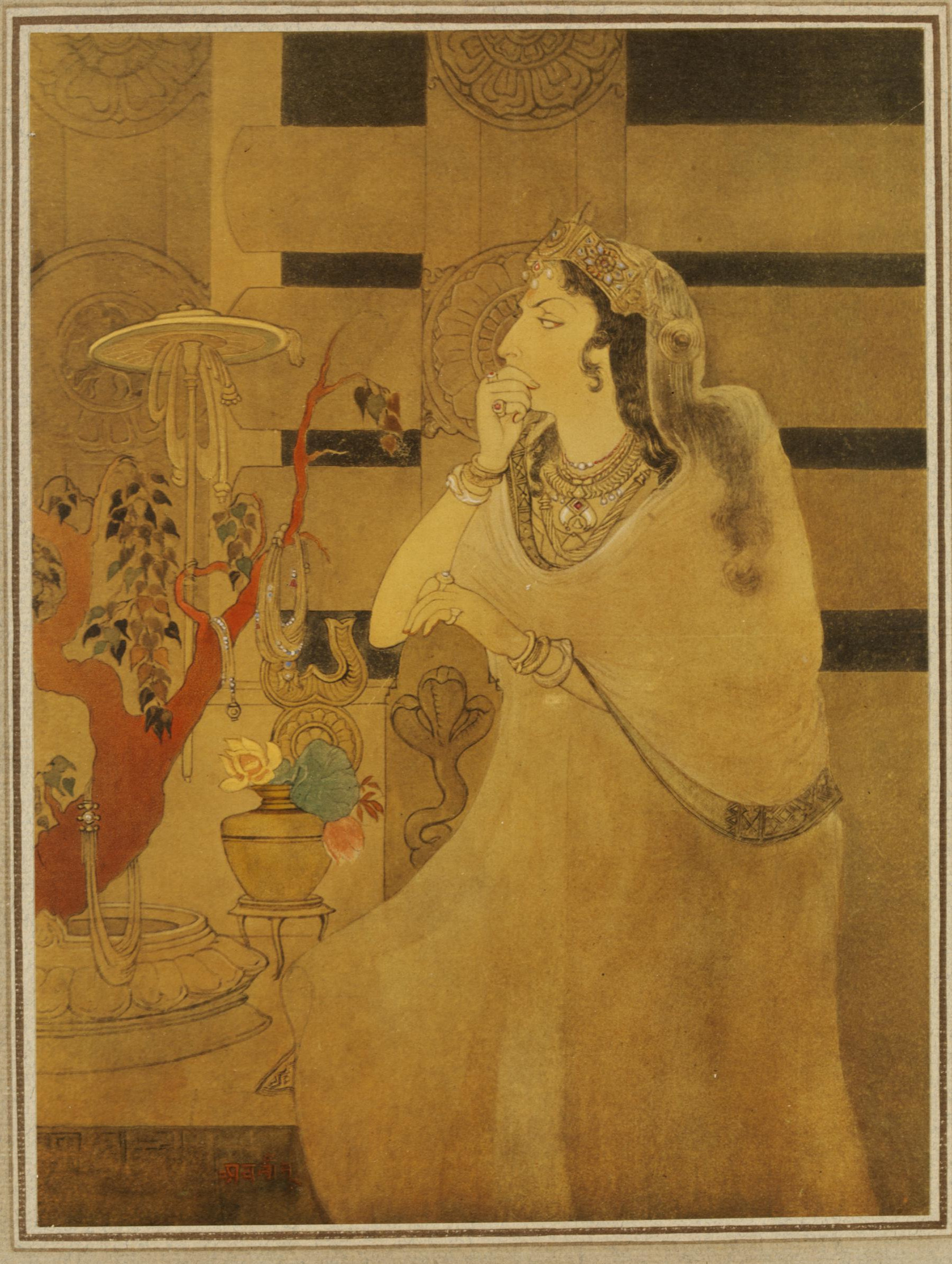
Asoka’s Queen von Abanindranath Tagore, ca. 1910

## Moderne und zeitgenössische Kunst
Eine Wende in der Entwicklung indischer Kunst wurde durch Rabindranath Tagore (1871–1951) eingeleitet, der auch als Vater der modernen indischen Kunst bezeichnet wird. Er versuchte zusammen mit Nanda Lal Bose wieder einen nationalen indischen Stil zu schaffen. Aus ihren Bemühungen ging die Bengalische Schule hervor. Bedeutende Vertreter dieser Richtung waren Abanindranath Tagore und Gaganendranath Tagore. Ihre Schwester Sunayani Devi fand im Gegensatz dazu als Autodidakin eine eigene Ausdrucksweise, die Rückgriffe auf traditionelle Pattachitra-Techniken nahm und teilweise zum Primitivismus gerechnet wird.
Nach der Unabhängigkeit Indiens 1947 rief der Maler Francis Newton Souza die Bombay Progressive Art Group ins Leben. Diese Gruppe versuchte, Fortschrittlichkeit und Internationalismus in ihre Kunst aufzunehmen und lehnte die lokale Ausrichtung der bisherigen Kunst als rückwärts gewandt ab.
Der bekannteste indische Maler der Gegenwart ist Maqbool Fida Husain. Weitere wichtige indische Maler des 20. Jahrhunderts sind Amrita Sher-Gil, Prafulla Dahanukar und Pal Bikash Bhattacharya. In der plastischen Kunst haben die indischen Künstler Anish Kapoor und Dhruva Misty international Bekanntheit erlangt.

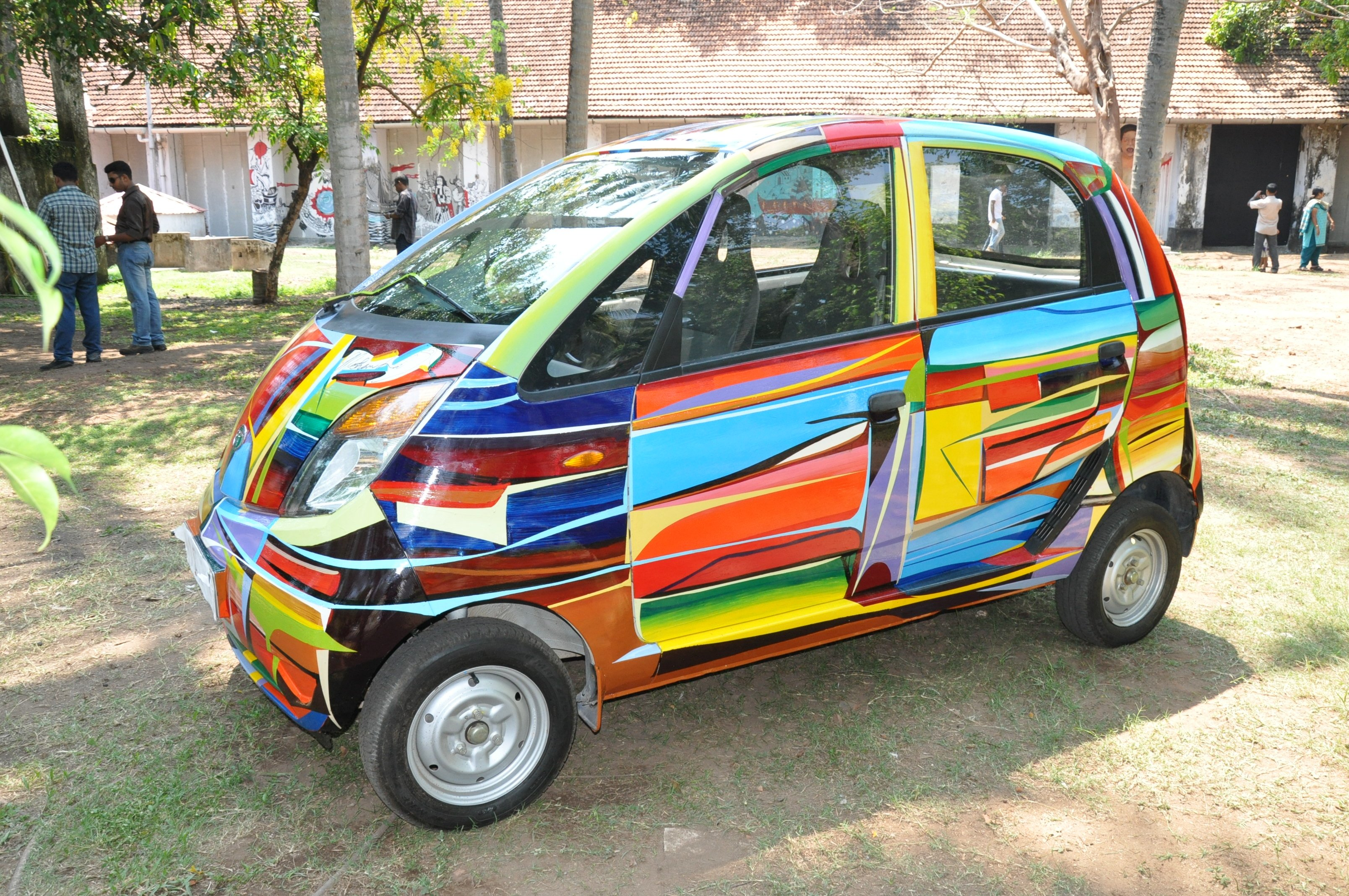
Indiens erstes „Kunstauto“ von Bose Krishnamachari
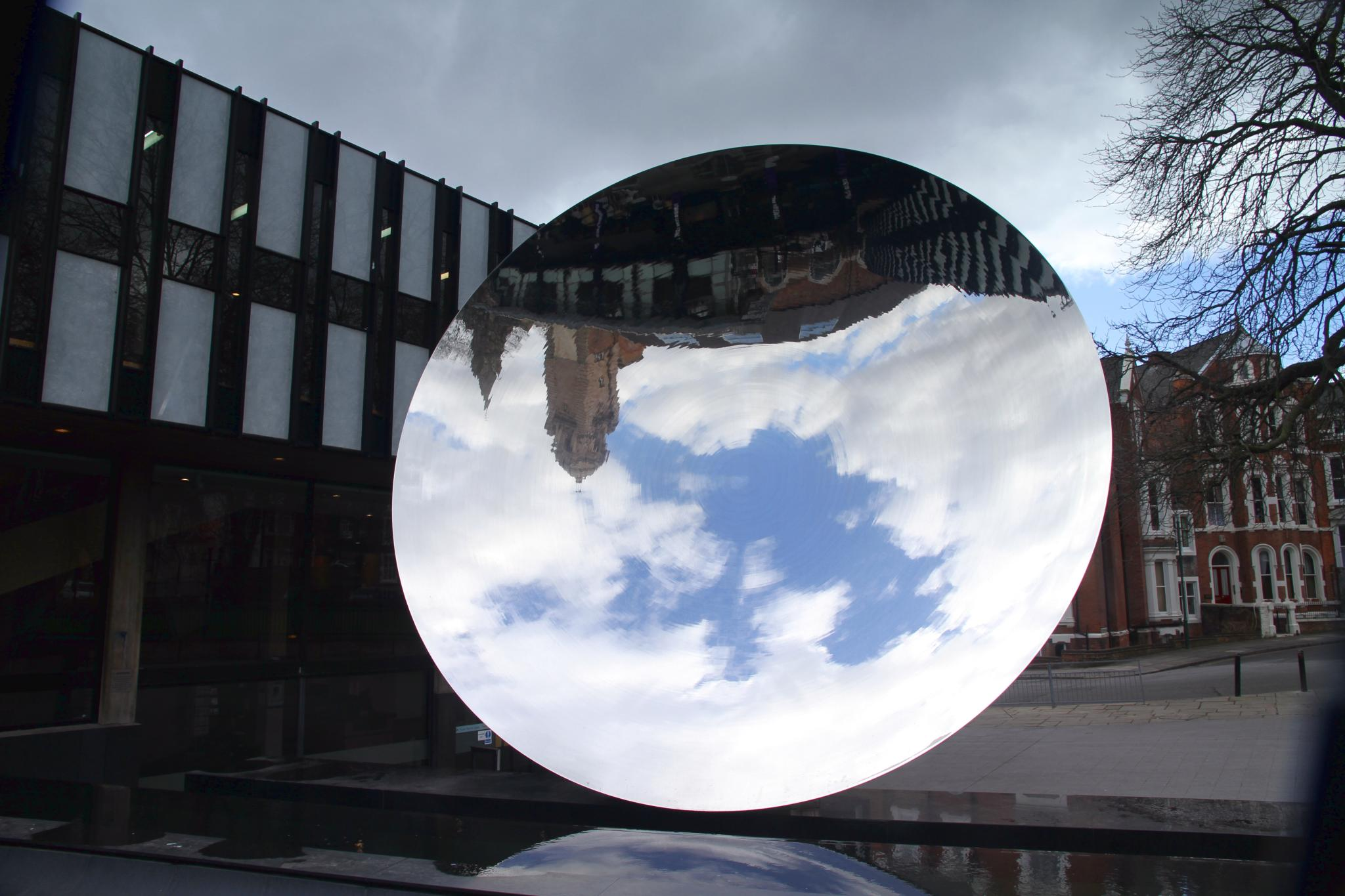
The Sky Mirror (dt. Himmelsspiegel) von Anish Kapoor vor dem Nottingham Playhousein Nottingham, England

## Museen
Viele Beispiele indischer Malerei finden sich in der Jehangir Art Gallery in Mumbai und der National Gallery of Modern Art in Neu-Delhi. Eine bedeutende Sammlung indischer Kunst verwahrt das Victoria & Albert Museum in London.